# Claudio
Tiberio Claudio Cesare Augusto Germanico (in latino Tiberius Claudius Caesar Augustus Germanicus; Lugdunum, 1º agosto 10 a.C. – Roma, 12 ottobre 54) è stato un imperatore romano, il quarto della dinastia giulio-claudia e il primo a nascere fuori dalla penisola italiana.
Nato col nome di Tiberio Claudio Druso e figlio di Druso maggiore e Antonia minore, era considerato dai suoi contemporanei come un candidato improbabile al ruolo di imperatore, soprattutto in considerazione di una qualche infermità fisica da cui era affetto, tanto che la sua famiglia lo tenne lontano dalla vita pubblica fino all'età di quarantasette anni, quando tenne il consolato assieme al nipote Caligola.
Furono probabilmente questa infermità e la scarsa considerazione politica di cui godeva che gli permisero di sopravvivere alle purghe che colpirono molti esponenti della nobiltà romana durante i regni di Tiberio e Caligola: alla morte di quest'ultimo, Claudio divenne imperatore proprio in quanto unico maschio adulto della dinastia giulio-claudia. Malgrado la mancanza di esperienza politica, Claudio dimostrò notevoli qualità: fu un abile amministratore, un grande patrono dell'edilizia pubblica, espansionista in politica estera (sotto il suo comando si ebbe la conquista della Britannia) e un instancabile legislatore, che presiedeva personalmente i tribunali.
Però la sua posizione era resa poco sicura dall'opposizione della nobiltà, cosa che condusse Claudio a mettere a morte molti senatori. Claudio dovette anche sopportare molte disgrazie nella vita privata: una di queste potrebbe essere stata all'origine del suo assassinio, forse ordinato dalla quarta moglie (che era anche sua nipote) Agrippina minore, madre di Nerone. La fama di Claudio presso gli storici antichi non fu certo positiva; al contrario, tra i moderni molte delle sue opere furono rivalutate. Fu anche un uomo molto erudito, scrittore, storico e linguista, sebbene le sue opere siano andate quasi tutte perse.

## Biografia

### Origini familiari
| Claudio: denario                                                  | Claudio: denario                                                    |
| ----------------------------------------------------------------- | ------------------------------------------------------------------- |
|                                                                   |                                                                     |
| NERO CLAVDIVS DRVSVS GERMANICVS IMP, testa laureata di Druso a s. | DE GE-R-MA-NIS, due lance e due trombe incrociate sopra un uexillum |
| 3.64 g, 6h coniato da Claudio in memoria del padre Druso (41-42)  |                                                                     |

Claudio nacque, con il nome di Tiberio Claudio Druso, a Lugdunum (l'attuale Lione, in Francia), nella Gallia Lugdunense, durante la terza campagna militare romana in Germania, il 1º agosto del 10 a.C., terzo figlio di Nerone Claudio Druso (Druso maggiore) e Antonia minore, dopo Germanico e Livilla. Il padre di Claudio era figlio del pretore Tiberio Claudio Nerone e di Livia Drusilla, ma era nato tre mesi dopo che Livia aveva sposato Ottaviano Augusto; l'imperatore Tiberio era dunque zio paterno di Claudio. Sua madre Antonia minore, invece, era figlia di Marco Antonio e di Ottavia minore, sorella dell'imperatore Augusto; dopo che suo marito Druso morì, nel 9 a.C., quando Claudio aveva appena un anno, la donna decise di non risposarsi più.
Druso ricevette il cognomen Germanico dopo la sua morte, trasmesso dunque anche ai suoi discendenti maschi, incluso Claudio; nel 4, in seguito all'adozione del fratello Germanico Giulio Cesare nella famiglia Giulia, Claudio prese il nome Tiberio Claudio Nerone Germanico.

### Giovinezza sotto Augusto (10 a.C.-14)
(Lettera di Augusto su Claudio citata da Svetonio, Claudio, 4)

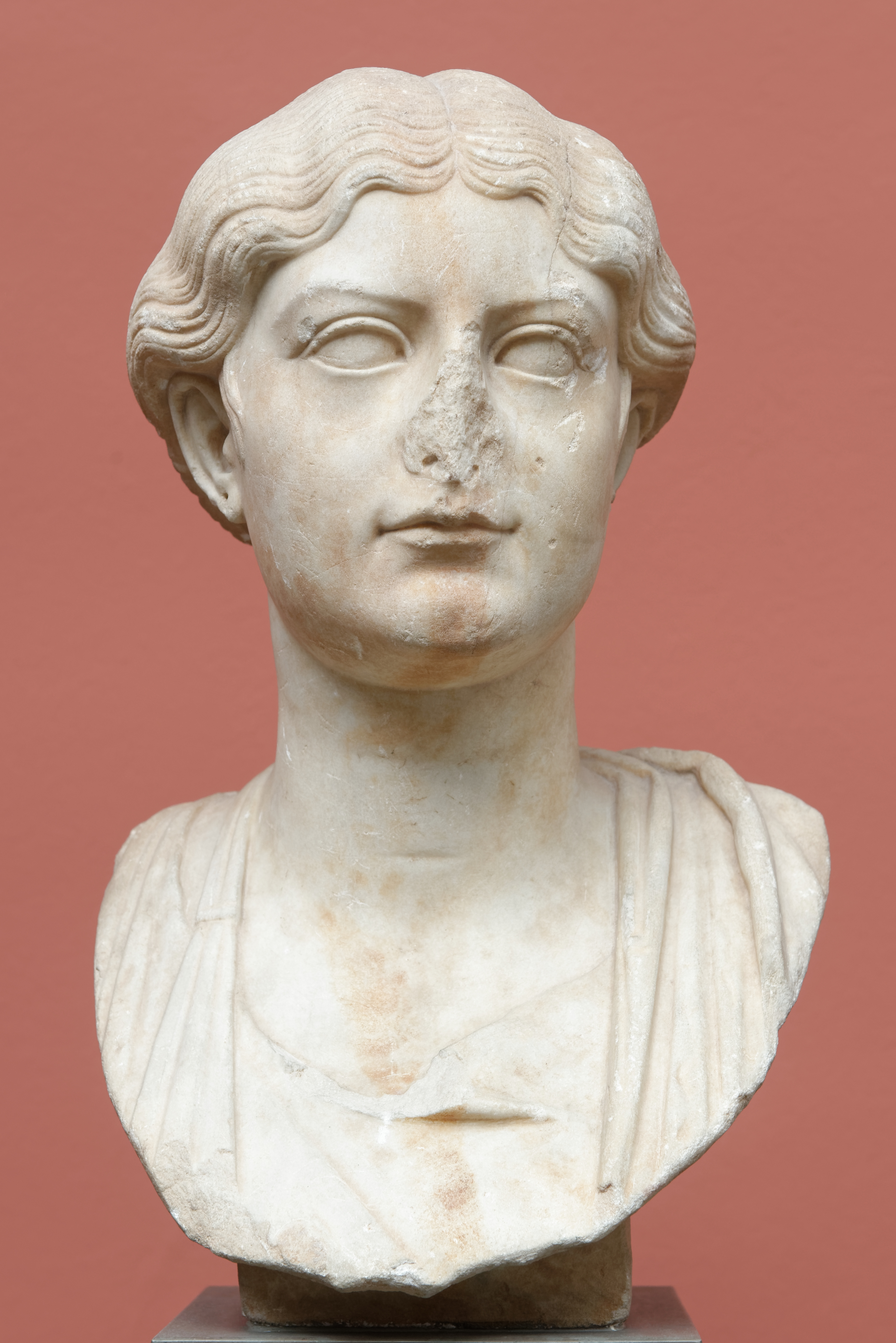
Ritratto identificato come Antonia minore, madre di Claudio (Copenaghen, Ny Carlsberg Glyptotek)

Nonostante Claudio facesse parte della famiglia di Augusto, egli fu tenuto ai margini dei giochi politici e dinastici: infatti il ragazzo presentava dalla nascita una salute cagionevole e una malattia, che si manifestava col tremore della testa e delle mani. Non è possibile determinare precisamente da quale patologia fosse affetto Claudio: alcuni pensano a una poliomielite, altri a una paralisi cerebrale infantile, altri ancora a una distonia. Persino l'assunzione della toga virilis, il segno del passaggio all'età adulta, avvenne in tono dimesso: mentre era consuetudine che, giunta l'età, ciascun ragazzo romano venisse pubblicamente accompagnato al Campidoglio dal padre o dal tutore, Claudio vi venne portato di nascosto, in lettiga, a mezzanotte e senza accompagnamento solenne.
Inoltre, poiché la famiglia riteneva che la sua condizione dipendesse da una mancanza di volontà, venne tenuto sotto la tutela di un precettore ben oltre la maggiore età, come avveniva per le donne; Claudio stesso si lamentò nelle sue memorie del fatto che gli fosse stato assegnato come precettore "un barbaro, un ex-ispettore delle stalle", il cui compito era di impartirgli una dura disciplina. Fra i suoi tutori, si registrano Sulpicio Flavo, Atenodoro di Tarso e, in seguito, lo storico Tito Livio.
Il giudizio dei suoi parenti non era certo lusinghiero: la madre Antonia minore, che curò l'educazione di Claudio dopo la morte di Druso nel 9 a.C., lo avrebbe definito un "mostro d'uomo, non compiuto, ma solo abbozzato dalla natura", e quando voleva accusare qualcuno di stupidità diceva che era "più scemo di suo figlio Claudio"; la nonna Livia Drusilla, cui venne affidato in seguito per diversi anni, gli inviava frequentemente delle lettere in cui lo rimproverava aspramente; la sorella Claudia Livilla deplorava pubblicamente la possibilità che divenisse imperatore come indegna e ingiusta per il popolo romano.

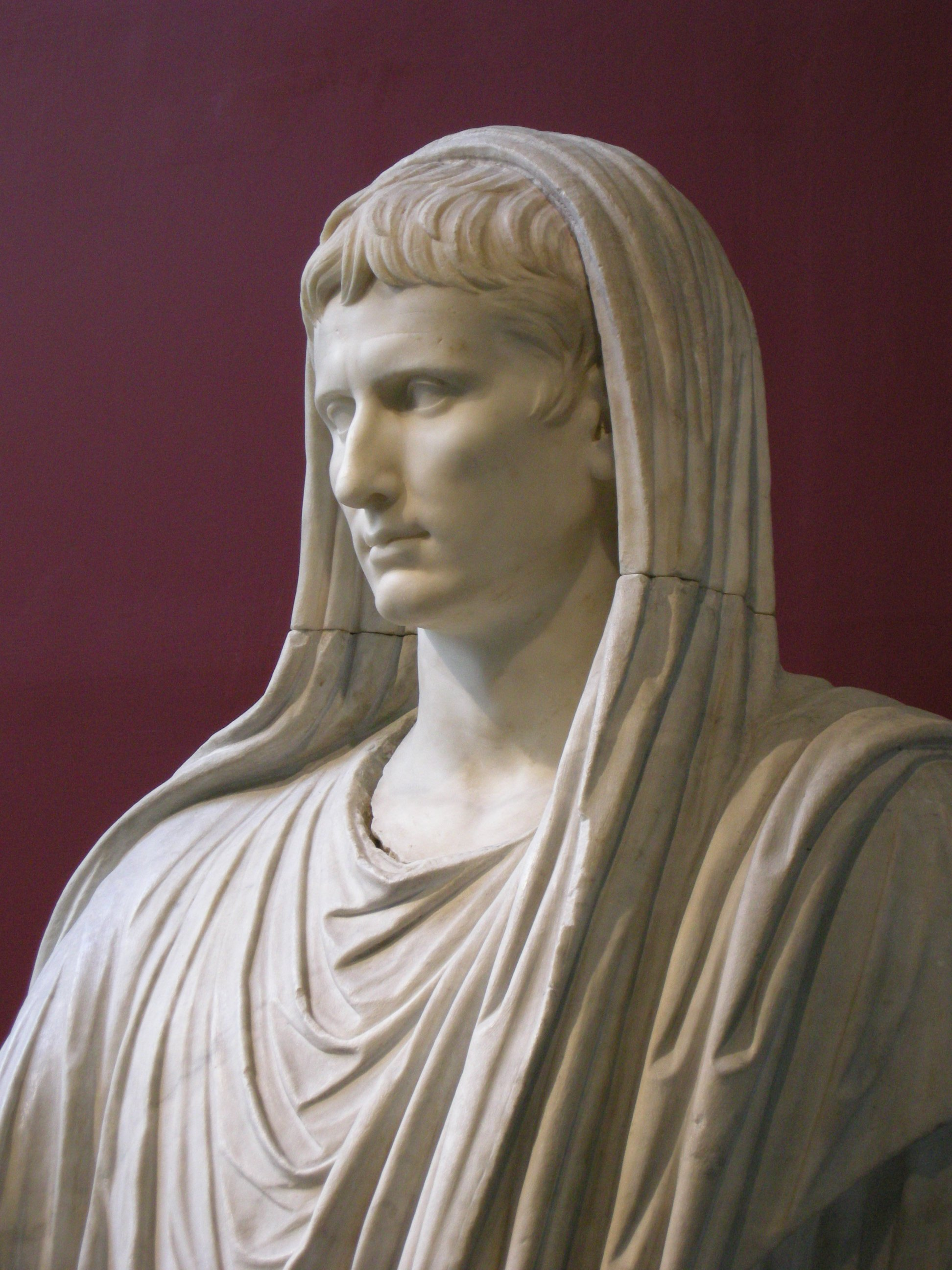
Particolare dell'Augusto di via Labicana (Museo Nazionale Romano, Roma)

Dal canto suo, Augusto si mostrò impressionato dalle capacità oratorie del giovane Claudio, ma comunque lo tenne alla larga dagli eventi pubblici, per evitare di esporre la famiglia imperiale al ridicolo, a meno di non porlo sotto la tutela di familiari o amici dell'imperatore che potessero mascherare le peculiarità di Claudio. Nel 6, quando lui e suo fratello Germanico organizzarono dei giochi gladiatorî in memoria del padre Druso, Claudio presiedette all'evento con un cappuccio in testa, come se fosse malato; e quando Livia chiese ad Augusto di prendere una decisione circa Claudio, nel 12, quando il fratello Germanico era console, in occasione dei ludi Martiales, l'imperatore si consultò con Tiberio e rispose che la scelta migliore era quella di lasciare che si occupasse del banchetto dei sacerdoti Salii, ma impedendogli di sedere nella tribuna dell'imperatore durante i giochi, e di essere lasciato a capo della città in qualità di praefectus urbi. Cionondimeno, negli ultimi anni del regno di Augusto, e soprattutto in seguito all'adozione di Tiberio da parte dell'imperatore, Claudio iniziò a ricevere molti riconoscimenti pubblici in quanto membro della gens Claudia, tanto che il suo ritratto è presente nel gruppo dinastico dell'arco di Pavia, eretto fra il 7 e l'8.
Proprio seguendo strategie dinastiche e matrimoniali, Claudio fu dapprima promesso come marito ad Emilia Lepida, figlia di Giulia minore, e dunque nipote di Augusto, e di Lucio Emilio Paolo, ma il progetto andò in fumo quando la madre e il padre della sposa caddero in disgrazia presso l'imperatore; in seguito Claudio fu destinato sposo a Livia Medullina, figlia di Marco Furio Camillo, alleato di Tiberio, ma la fanciulla morì il giorno stesso delle nozze; infine, Claudio fu fatto sposare, attorno al 9-10, con Plauzia Urgulanilla, figlia di Marco Plauzio Silvano e appartenente a una famiglia molto vicina alla casa imperiale. Da questa Claudio ebbe due figli, Druso Claudio e Claudia.
Oltre a questo, entrò a far parte dei sodales Titii, e Augusto lo istituì come augure; quando l'imperatore morì, però, il suo testamento relegò Claudio ad erede di terzo grado, con un lascito particolare di ottocentomila sesterzi. L'ordine equestre scelse Claudio come proprio rappresentante quando chiese ai consoli di poter trasportare sulle proprie spalle la salma dell'imperatore.

### Carriera sotto Tiberio (14-37)

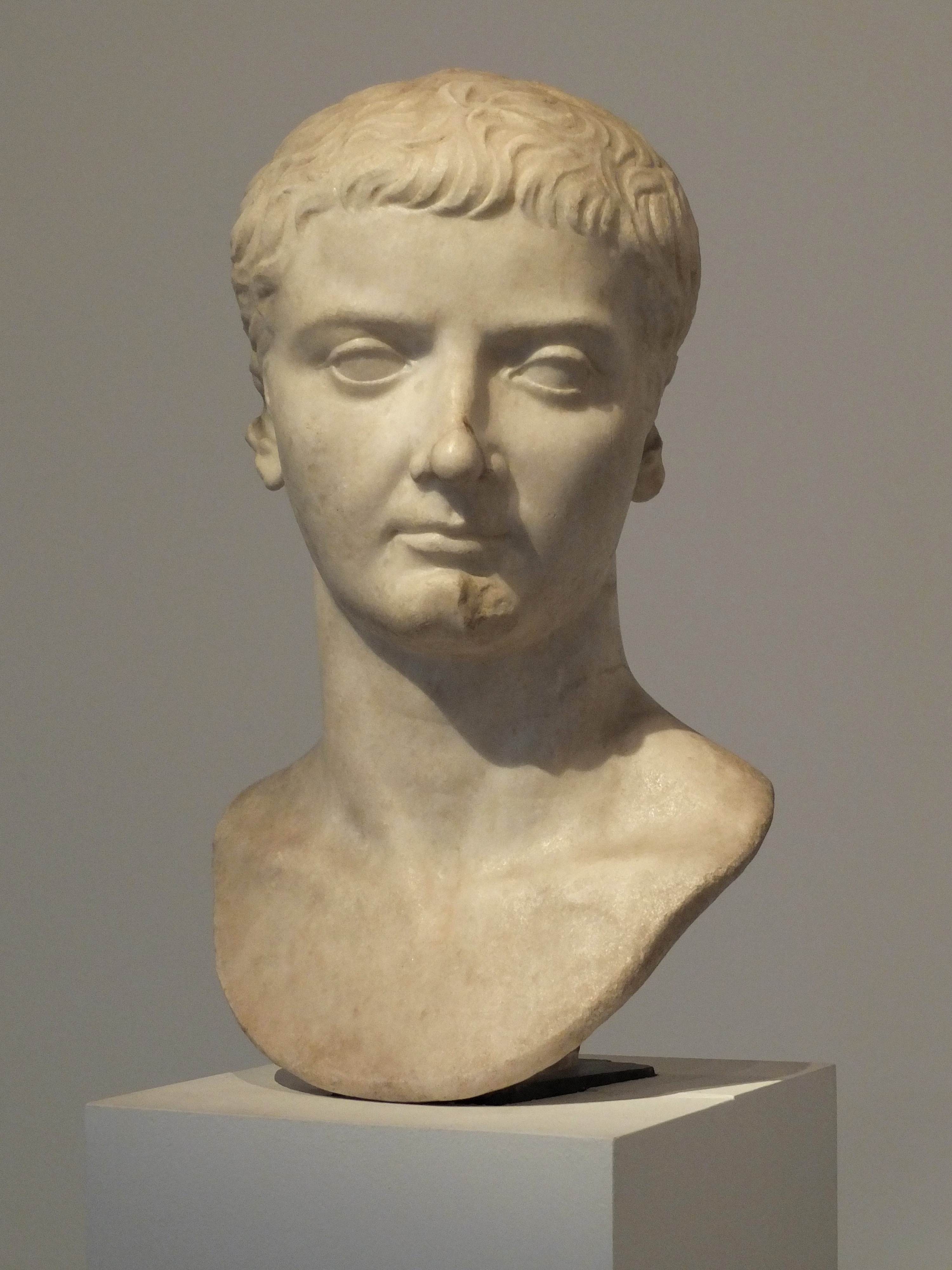
Ritratto di Tiberio, zio di Claudio (Roma, Musei Capitolini)

Alla morte di Augusto, Claudio entrò a far parte, col nuovo imperatore Tiberio, il figlio di questi Druso minore, e Germanico, dei sodales Augustales; quando però Claudio chiese a Tiberio di poter intraprendere una carriera politica, il nuovo principe respinse la richiesta, prima conferendogli solo gli ornamenta consularia, in seguito, per schernirlo, comunicandogli per lettera che gli spediva quaranta monete d'oro per i Saturnali e i Sigillaria. Cionondimeno, Tiberio probabilmente ammise in seguito Claudio fra i questori. Di fronte a questo ostruzionismo, Claudio si ritirò nelle sue proprietà tuffandosi nell'otium, guadagnandosi però anche la reputazione di ubriacone e giocatore in compagnia di personaggi come il cavaliere Giulio Peligno.
Nel 19 morì ad Antiochia Germanico, che Tiberio aveva adottato nel 4 e di cui era il successore designato; Claudio si recò fino a Terracina con i nipoti, i figli del defunto, per andare incontro al corteo funebre. Della morte di Germanico fu accusato Gneo Calpurnio Pisone, legato di Siria; anche se l'omicidio non poté mai essere provato, quando Pisone si suicidò per altre accuse che gli erano state rivolte, fu votato un ringraziamento ai familiari del defunto che lo avevano vendicato. Lucio Nonio Asprenate, tuttavia, chiese se l'assenza di Claudio in occasione di tali ringraziamenti fosse un incidente o fosse stata voluta.
Dopo la morte di Germanico, Claudio iniziò ad assumere un profilo sociale piuttosto distinto in quanto suo fratello naturale: l'immagine di Claudio fu inclusa nel gruppo dinastico del Circus Flaminius, che celebrava Germanico e i suoi familiari, Nel 15, nel 27 o nel 36, in seguito a un incendio che aveva interessato il Celio, il Senato propose di ricostruire a spese dello Stato la casa di Claudio, che era stata distrutta, e che Claudio stesso potesse esprimere il proprio parere fra i consolari: Tiberio però respinse questa proposta, adducendo come ragione la stupidità di Claudio, promettendo di risarcirlo di sua tasca. Nel 20, il figlio di Claudio, Claudio Druso, fu promesso in sposo alla figlia del prefetto del pretorio Lucio Elio Seiano, ma il ragazzo morì prima che si potessero celebrare le nozze.
Prima del 28, comunque, Claudio divorziò da sua moglie Urgulanilla, e fece esporre sua figlia Claudia, in quanto si credeva essere figlia di un liberto; poco dopo, Claudio sposò Elia Petina, imparentata con Seiano, dalla quale ebbe una figlia, Claudia Antonia. Nonostante questa vicinanza a Seiano, quando il prefetto cadde in disgrazia e venne messo a morte nel 31, Claudio si fece rappresentante dell'ordine equestre quando questo inviò ai consoli le felicitazioni per l'uccisione di Seiano; nello stesso periodo, probabilmente, divorziò da Petina con dei pretesti.
Tiberio non considerò Claudio per la successione, preferendogli Caligola, l'unico figlio maschio di Germanico sopravvissuto alle lotte di palazzo, e il nipote Tiberio Gemello. Quando l'imperatore morì, nel 37, rese comunque nel suo testamento Claudio erede di terzo grado, come aveva già fatto Augusto, con un lascito particolare di due milioni di sesterzi, raccomandandolo al popolo, al Senato e all'esercito.

### Riconoscimenti e pericoli sotto Caligola (37-41)

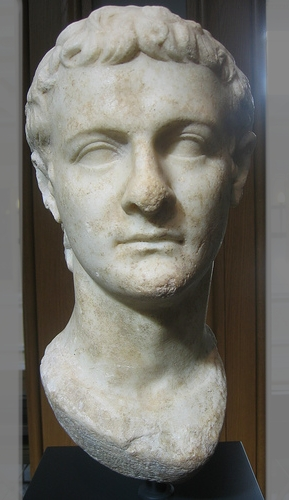
Busto di Caligola, nipote di Claudio (Getty Villa, Pacific Palisades, California)

Fu Caligola infine a succedere a Tiberio; sotto il nuovo imperatore, Claudio, pur non essendo mai andato oltre la questura, fu finalmente fatto console col nuovo sovrano fra luglio e agosto del 37. In qualità di console, Claudio forse fece approvare un senatoconsulto che stabilisse che si desse lettura ogni anno dell'orazione con cui Caligola era entrato in carica, in cui prendeva le distanze dall'ultimo Tiberio, dispotico e impopolare, e prometteva di collaborare col Senato. Acclamato dal popolo in quanto zio dell'imperatore e fratello di Germanico, Claudio inoltre presiedette qualche volta ai giochi in vece del nipote. Tuttavia, sembra fosse stato lento nell'assegnare l'appalto per l'erezione delle statue in memoria dei fratelli defunti dell'imperatore, Nerone Cesare e Druso Cesare, e per questo avesse rischiato di perdere l'incarico. L'immagine di Claudio iniziò in questo periodo ad apparire più diffusamente nei gruppi dinastici innalzati nelle province. La posizione di Claudio fu ulteriormente rinforzata dal suo matrimonio, nel 38 o 39, con Valeria Messalina, figlia di Domizia Lepida, e dunque nipote di Antonia Maggiore, figlia della sorella di Augusto Ottavia minore, e di Marco Valerio Messalla Barbato, figlio di Claudia Marcella maggiore, a sua volta anch'essa figlia di Ottavia. Da questa, ebbe una prima figlia, Claudia Ottavia, nata nel 39 o nel 40.
A Claudio fu promesso un secondo consolato nel giro di tre anni; ma se il primo Caligola si era dimostrato aperto ad una collaborazione col Senato e i propri familiari, ben presto iniziarono a sorgere tensioni con questi gruppi, che culminarono, nel 39, nell'esilio delle sorelle dell'imperatore Agrippina Minore e Giulia Livilla in seguito a una presunta congiura, mentre l'imperatore si trovava sul Reno. Claudio fu scelto per guidare un'ambasceria del Senato per congratularsi con l'imperatore per lo scampato pericolo e comunicargli che gli era stata votata un'ovazione; ma Caligola si irritò terribilmente per la presenza dello zio, come se avesse avuto bisogno di qualcuno per sorvegliarlo. Comunque, un'iscrizione rinvenuta a Lione sembra suggerire che Caligola e Claudio dedicarono congiuntamente degli edifici in Gallia.
Claudio sarebbe stato oggetto di ulteriori abusi da parte dell'imperatore: stando a Svetonio, se arrivava un po' in ritardo a cena, riusciva solo a fatica a prender posto; e, se sonnecchiava dopo i pasti, veniva bersagliato con i noccioli delle olive e i datteri, svegliato a colpi di verga dai buffoni, o gli si mettevano in mano calzature da donna, di modo che, svegliato di soprassalto, si sfregasse il viso con quelle. Al crescere della tensione fra zio e nipote, fu decretato che Claudio fosse l'ultimo dei consolari ad esprimere la propria opinione in Senato, e lo zio di Caligola fu anche processato con l'accusa di aver falsificato il testamento di un liberto; inoltre, Claudio dovette pagare anche ottanta milioni di sesterzi quando Caligola lo fece entrare nell'ordine sacerdotale preposto al suo culto, tanto che per far fronte a tale spesa dovette iniziare a vendere le sue proprietà.

### Ascesa al potere (41)
(Svetonio, Claudio, 10)

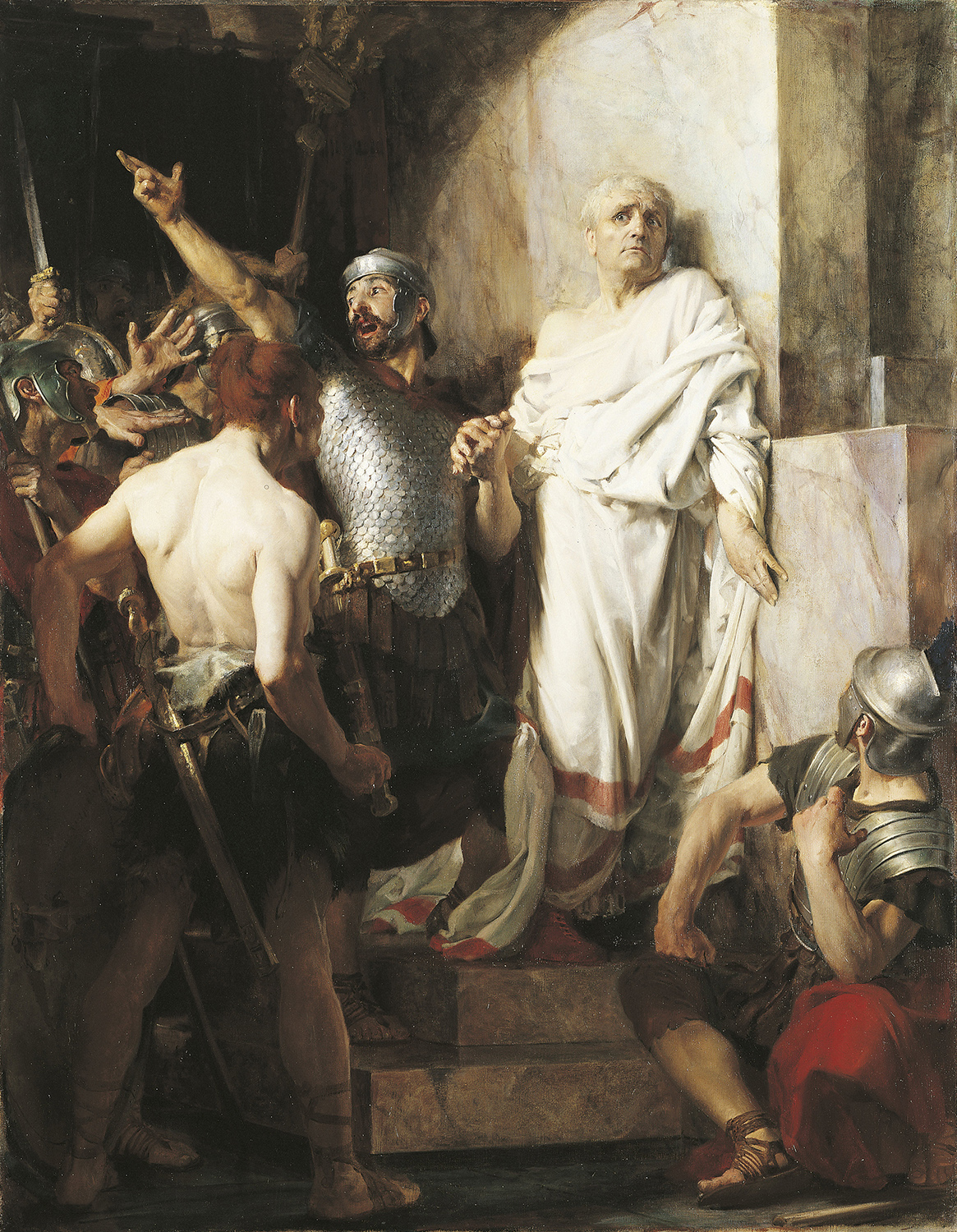
Claude proclamé empereur (Charles Lebayle)

La tensione che si era formata attorno a Caligola sfociò in un'ampia cospirazione, che vide coinvolto anche il liberto imperiale Callisto, che, fiutando l'evolversi della situazione politica, avrebbe iniziato ad omaggiare Claudio, e in seguito dichiarò che aveva disatteso gli ordini di Caligola, che gli avrebbe più volte ingiunto di avvelenare lo zio. Il giorno dell'assassinio dell'imperatore, il 24 gennaio del 41, Claudio si trovava con l'imperatore ad assistere ai Ludi Palatini; quando Caligola fu fatto rientrare a palazzo dai cospiratori, fu preceduto da Claudio e da altri due personaggi, Marco Vinicio e Decimo Valerio Asiatico. Nei concitati momenti che seguirono l'uccisione dell'imperatore, Claudio fu preso in consegna dai pretoriani — trovato che si nascondeva dietro una tenda, o prelevato dalla sua abitazione — e trattenuto nei Castra Praetoria mentre il Senato, si riuniva in tutta fretta in Campidoglio. Il console Gneo Senzio Saturnino in un focoso discorso propose di ripristinare l'antica Repubblica e obliare la memoria dei Cesari, ma il senatore Marco Trebellio Massimo gli strappò di mano un sigillo che recava intagliata l'immagine di Caligola, accusandolo d'ipocrisia.
Erode Agrippa, che si trovava a Roma, si occupò di rendere le onoranze funebri al corpo di Caligola, recandosi in seguito nell'accampamento dei pretoriani, dove avrebbe incitato Claudio a prendere il potere; recatosi in Senato per suo conto, Erode avrebbe consigliato di spedire un'ambasceria presso Claudio, per ricondurlo a più miti consigli. Tale ambasceria fu formata dai tribuni della plebe Quinto Veranio e Brocco, che intimarono Claudio di obbedire alle leggi e presentarsi in Senato o, quantomeno, di ricevere il principato dalle mani dei senatori. Claudio rispose che i pretoriani lo trattenevano e non era dunque possibile per lui presentarsi in Senato; dopodiché, partiti gli ambasciatori, promise un donativo ai soldati, da cui venne acclamato imperator.
Il Senato si incontrò nuovamente, in via eccezionale, la notte seguente, nel tempio di Giove Feretrio: solo un centinaio di senatori si presentarono, mentre gli altri, intimoriti dall'evolversi degli eventi, rimasero nascosti. Si iniziò a discutere su chi avrebbe potuto succedere a Caligola, ed emersero diversi candidati, tutti senatori imparentati con la famiglia imperiale: Marco Vinicio, Decimo Valerio Asiatico, Lucio Annio Viniciano; Servio Sulpicio Galba, futuro imperatore e allora legato imperiale in Germania, fu istigato a farsi avanti per l'impero, ma Galba lealmente rifiutò. I vigiles, i soldati delle coorti urbane, persino rematori di flotta e gladiatori ben presto lasciarono il Senato, mentre il popolo, raccoltosi sul Campidoglio e nel Foro, inneggiava a favore di Claudio. Alla fine, messo alle strette, il 25 gennaio il Senato, convocato sul Palatino, votò per il conferimento a Claudio dei poteri da imperatore: la tribunicia potestas e l'imperium. Tutti i membri del Senato che avevano aderito alla cospirazione vennero graziati, mentre i principali cospiratori, fra cui i tribuni pretoriani Cassio Cherea e Giulio Lupo, furono giustiziati; un terzo cospiratore — Cornelio Sabino — fu risparmiato, ma scelse il suicidio. Dopodiché, il nuovo imperatore ritenne prudente non presentarsi in Senato per un mese intero, facendo sistematicamente perquisire chiunque gli si avvicinasse, e impiegando una scorta armata persino ai banchetti.
Non è chiaro fino a che punto Claudio fosse coinvolto nella congiura: mentre le fonti sembrano suggerire che fosse completamente inconsapevole di ciò che stava accadendo, alcuni indizî sembrano suggerire che Claudio fosse quantomeno a conoscenza della cospirazione, e che alcuni dei congiurati stessero lavorando in suo favore. Il fatto che Claudio avesse lasciato la scena del delitto appena prima dell'uccisione di Caligola, e il fatto che nella cospirazione fossero coinvolti personaggi più o meno vicini a Claudio e che ricevettero riconoscimenti sotto il suo regno, nonché alcune tracce di una tradizione che dipinge l'imperatore come determinato a prendere il potere, suggeriscono che Claudio fosse almeno al corrente dei piani dei congiurati.

### Principato (41-54)

#### I primi anni: consenso e cospirazioni (41-42)

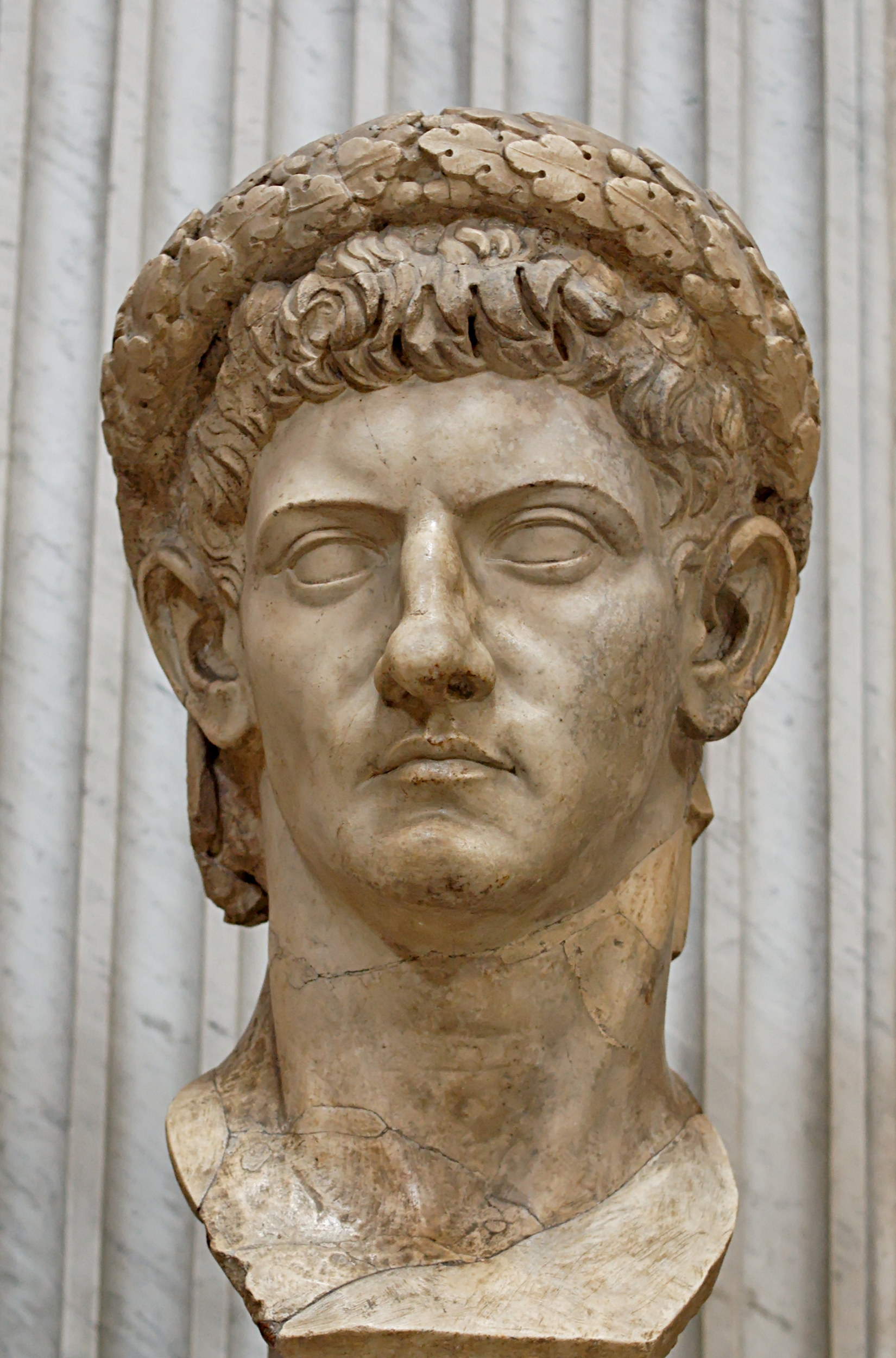
Ritratto colossale di Claudio con corona civica, rilavorato da un precedente ritratto di Caligola, appartenente al suo primo tipo ritrattistico da principe (Roma, Musei Vaticani)

Il nuovo imperatore assunse il nome di Tiberio Claudio Cesare Augusto Germanico: si trattava, pertanto, del primo imperatore a non discendere direttamente da Augusto, per adozione o linee di sangue (sebbene da sempre si mormorasse — cosa poi incoraggiata dallo stesso Claudio — che Druso Maggiore fosse in realtà figlio di questi, cosa che renderebbe Augusto il nonno di Claudio), e il primo imperatore a non far parte della gens Iulia; inoltre, a differenza dei suoi predecessori, assunse il cognomen Cesare contestualmente alla propria ascesa al potere. Privo di esperienze militari e di una carriera pubblica di rilievo, Claudio si trovava quindi in una posizione difficile, in cui dovette asserire con forza la sua posizione di principe, cercando la collaborazione del Senato, del popolo e dell'esercito. Così, all'indomani della sua ascesa al potere, Claudio proclamò un'amnistia generale; non condannò la memoria del predecessore, e non inserì fra i dies fasti il giorno dell'assassinio di Caligola, ma comunque ne annullò gli atti, fece gettare a mare i veleni che furono trovati nei suoi appartamenti, fece bruciare documenti incriminanti che Caligola aveva custodito, e fece sparire nottetempo le sculture che lo effigiassero. Per assicurarsi la fedeltà delle truppe, Claudio fece battere, all'indomani della propria ascesa al potere, una grande quantità di monete, equivalente a un terzo di quelle coniate durante il suo intero principato: ai pretoriani fu rilasciato un donativo di quindicimila sesterzî.
Per rinforzare la legittimità del proprio potere, Claudio onorò i propri familiari defunti: fece divinizzare nel 42 sua nonna Livia Drusilla, la cui apoteosi era stata trascurata da Tiberio e Caligola, e fece sfilare la sua effigie su un imponente carro — l'armamaxa — trainato da elefanti. Il suo culto si unì quindi a quello riservato al Divo Augusto nel Tempio di Augusto, a cui furono preposte le vestali. Istituì giochi in memoria di suo padre Druso, e riconfermò per sua madre Antonia il titolo di Augusta, che pure aveva rifiutato in vita ma che le aveva già conferito Caligola, facendo sfilare la sua immagine su un carpentum. Dedicò il teatro di Pompeo aggiungendo il nome di Tiberio, che l'aveva fatto ricostruire ma il cui intervento era stato obliato da Caligola, e fece erigere in suo onore un arco, già votato in passato dal Senato, nei pressi del Teatro, rinforzando così anche il suo legame col popolo. In memoria del fratello Germanico fece rappresentare a Napoli una commedia greca da lui scritta; e commemorò anche Marco Antonio, suo nonno materno, nato lo stesso giorno di suo padre.
Nonostante questi provvedimenti, la situazione di Claudio rimaneva precaria: nel 42, le tensioni che avevano accompagnato l'ascesa di Claudio sfociarono in una crisi. Il governatore della Dalmazia Lucio Arrunzio Camillo Scriboniano, alleatosi con Annio Viniciano, si ribellò contro Claudio, ma fu abbandonato nel giro di cinque giorni dalle proprie legioni e si tolse la vita. L'imperatore premiò le legioni che aveva disertato Scriboniano, nominandole legio VII Claudia e legio XI Claudia; contestualmente lanciò un'indagine per scovare tutti i complici della rivolta, in cui furono invitati a testimoniare anche moglie, schiavi e liberti dei colpevoli. I sospetti furono imprigionati e torturati, i loro corpi vennero gettati sulle scale Gemonie, e fu ordinata la morte dei senatori Annio Viniciano, Cecina Peto e Quinto Pomponio. I cospiratori furono colpiti da damnatio memoriae, ma i loro figli furono graziati, e fu loro data una somma di denaro come compensazione per la confisca dei beni.

#### Consolidamento del potere e ascesa di Messalina (42-47)

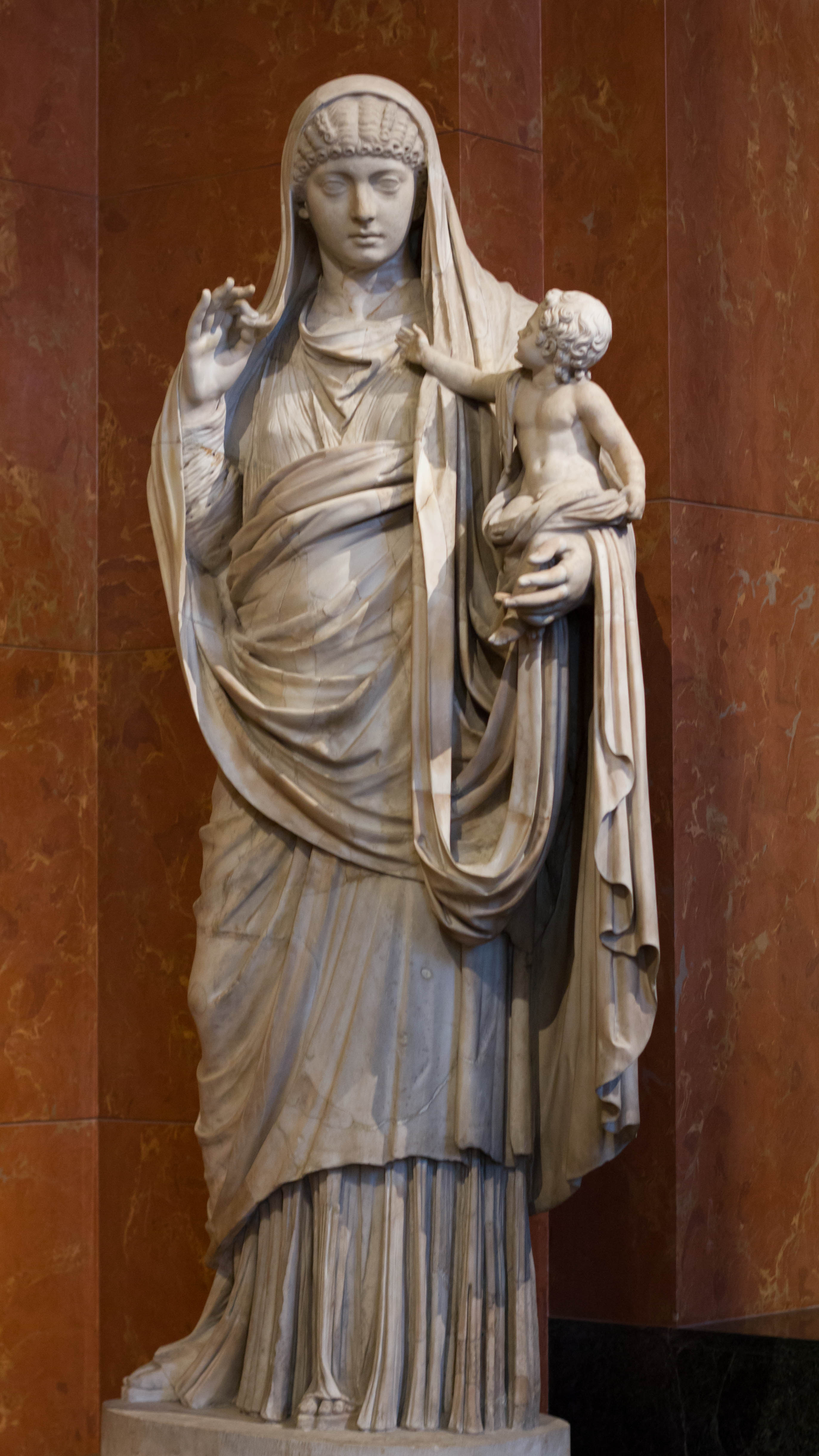
Statua identificata come Messalina che porta in braccio suo figlio Tiberio Claudio Cesare Germanico, noto poi come Britannico (Parigi, Museo del Louvre)

Intanto a corte si andava consolidando la posizione di Messalina: infatti la moglie di Claudio era considerata importante poiché aveva dato all'imperatore un figlio maschio, Tiberio Claudio Cesare Germanico, nato il 12 febbraio del 41. Del resto, Claudio iniziò ad esibire il fanciullo e a promuoverlo sin dalla più tenera età, presso i soldati e la folla riunitasi per i giochi. Già nel 41 stesso, forse proprio su istigazione di Messalina, fu esiliata a Pandataria e in seguito uccisa Giulia Livilla, la nipote dell'imperatore, già bandita da Caligola ma richiamata da Claudio, su accusa di adulterio con Seneca, che fu esiliato in Corsica: secondo le fonti antiche Messalina vedeva nella donna una rivale per le attenzioni di Claudio. Nel 43 fu messa a morte Giulia Livia, un'altra nipote dell'imperatore, su accuse di immoralità, e cadde anche il prefetto del pretorio Catonio Giusto. Nel 42 fu inoltre giustiziato Appio Giunio Silano, governatore della Spagna Tarraconese, già richiamato a Roma e fatto sposare, per legarlo a sé, con la madre di Messalina, Domizia Lepida. Secondo gli autori antichi, Messalina si era irritata poiché Silano si era rifiutato di giacere con lei, e dunque aveva finto, o fece fingere al potente liberto Narcisso, d'aver avuto un sogno in cui Silano assassinava Claudio; l'imperatore, terrorizzato, chiese la morte del senatore. Al di là della veridicità dei resoconti antichi, l'eliminazione di personaggi vicini a Claudio in rapida successione rivela la difficoltà che ebbe l'imperatore nell'affermarsi nel proprio ruolo.
Per consolidare la propria posizione, dunque, Claudio necessitava di acquisire gloria militare. Progettò dunque l'invasione della Britannia, che prese il via sotto il comando di Aulo Plauzio nel 43. L'imperatore raggiunse il proprio legato solo in seguito, lasciando la città in mano di Lucio Vitellio: accompagnato da un vasto séguito composto da importanti senatori e membri dell'ordine equestre, e persino degli elefanti, Claudio salpò da Ostia, ma per due volte per via delle intemperie fu sul punto di naufragare, prima nei pressi delle coste della Liguria, poi vicino alle isole di Hyères. Allora procedette via terra da Marsiglia fino a Gesoriacum, salpando infine per la Britannia. Qui si trattenne solo due settimane, congiungendosi con le legioni che lo attendevano presso il Tamigi: in sua presenza fu attraversato il fiume, e capitolò Camulodunum. A Claudio si arresero diversi re del luogo, e fu acclamato numerose volte imperator: dopodiché, spedì i suoi generi Pompeo Magno e Lucio Silano a Roma per annunciare la vittoria, mentre l'imperatore stesso prese la via del ritorno sostando a Verona, e a Ravenna, dove celebrò un pre-trionfo marittimo, salpando poi dal Po nell'Adriatico, e giungendo infine nella capitale, dove il Senato aveva già votato la sua attribuzione degli onori del trionfo, celebrato nel 44.

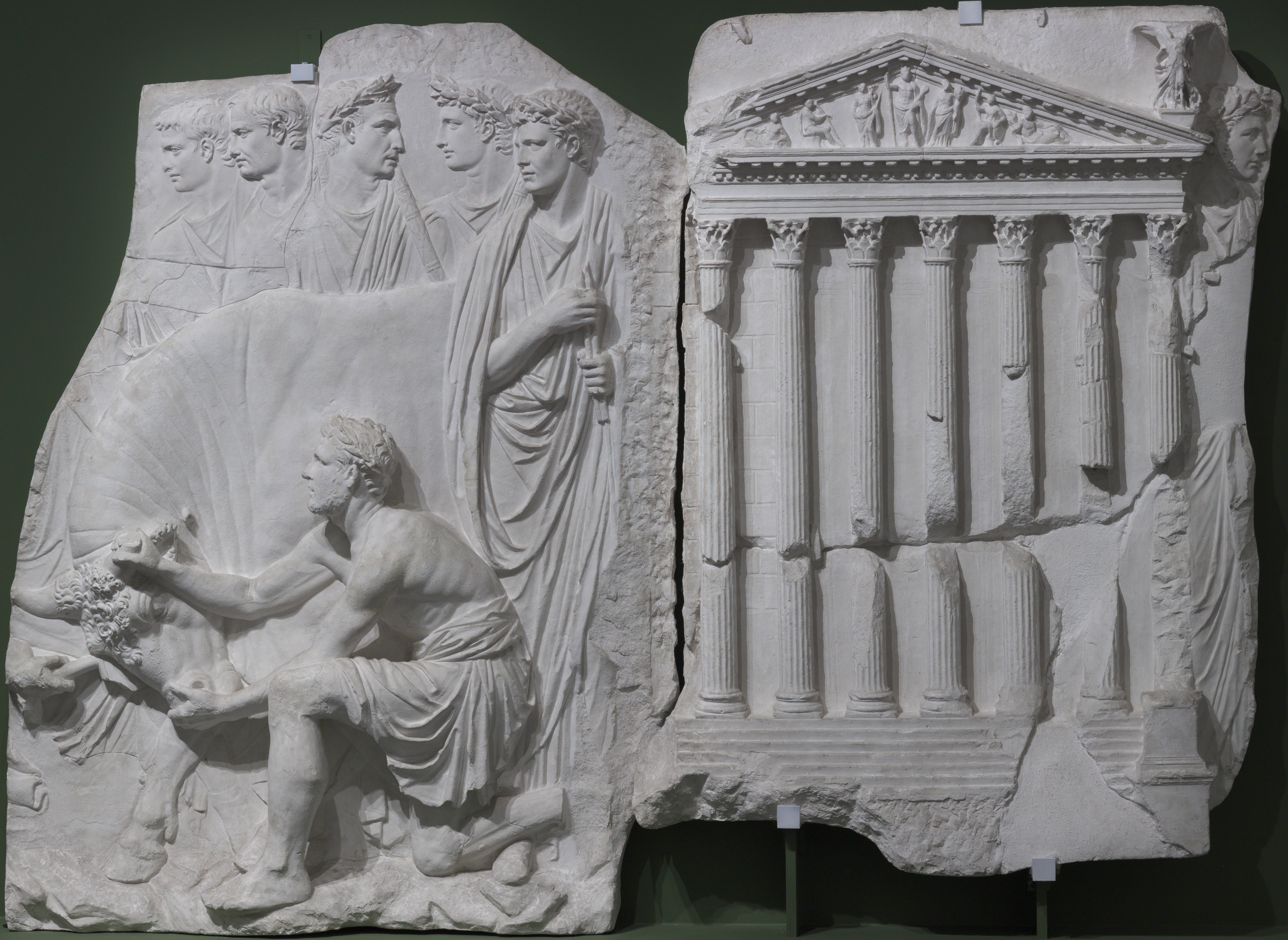
Calco di rilievo con scena di sacrificio davanti al tempio di Marte Ultore, secondo Eugenio La Rocca facente parte di un monumento celebrante il ritorno trionfale di Claudio dalla Britannia (Roma, Museo della Civiltà Romana)

Per il trionfo, Claudio fece richiamare a Roma governatori di provincia ed esiliati: a simboleggiare la sua traversata dell'oceano, l'imperatore fece attaccare una corona navale alla sua dimora sul Palatino. Eccezionalmente, anche Messalina prese parte alle celebrazioni, sfilando su un carpentum; il carro di trionfo di Claudio era scortato da coloro che l'avevano accompagnato, i quali avevano ottenuto gli ornamenta triumphalia, a piedi, e da Marco Licinio Crasso Frugi, suo consuocero, a cavallo. Come aveva già fatto Giulio Cesare, salì al Campidoglio sulle proprie ginocchia, aiutato da Silano e Pompeo. Per celebrare il trionfo di Claudio in Britannia, furono poi organizzate corse con i carri, gare atletiche, lotte con gli orsi, danze pirriche, fu rimessa in scena nel Campo Marzio la capitolazione di Camulodunum e la resa dei re britannici, e il Senato concesse a degli attori di inscenare uno spettacolo in onore dell'imperatore. Il Senato inoltre votò per Claudio il cognomen Britannico, che però l'imperatore non utilizzò e lasciò per il figlio avuto da Messalina, che divenne noto proprio col nome di Britannico.
Nonostante Claudio potesse vantare un successo considerevole con l'invasione della Britannia, molti ancora si opponevano alla sua figura, e questo fomentava le rivalità di corte. Nel 45, morì Marco Vinicio, già marito di Giulia Livia, messa a morte da Claudio: le fonti insinuano che fu Messalina ad avvelenarlo, per essersi rifiutato di giacere con lei, e perché aveva provocato la rovina di sua moglie Giulia Livia. Nel 46, Asinio Gallo, figlio di Gaio Asinio Gallo e nipote di Asinio Pollione, e Tito Statilio Tauro Corvino, console nel 45, nipote di Marco Valerio Messalla Corvino avrebbero cospirato contro l'imperatore, con l'aiuto di un gruppo di schiavi e liberti, ma furono scoperti e Gallo fu spedito in esilio. Nel 47, Pompeo Magno, già promesso sposo di Antonia, fu fatto uccidere, forse perché Messalina temeva un rivale per la propria figlia Ottavia; furono eliminati anche i suoi genitori, Marco Calpurnio Crasso Frugi e Scribonia. Nello stesso anno, la donna avrebbe provocato la rovina di Poppea Sabina, madre di Poppea Sabina, futura moglie di Nerone (secondo Tacito, perché la considerava sua rivale per le attenzione del pantomimo Mnestre), e del consolare Decimo Valerio Asiatico, poiché ambiva ai suoi giardini. Arrestato presso la sua villa a Baia, fu processato dietro le porte del palazzo imperiale e accusato d'adulterio con Poppea Sabina e disegni sediziosi: Poppea si tolse la vita, e ad Asiatico fu permesso di suicidarsi prima della condanna. Comunque, tutti questi personaggi risultavano pericolosi per la posizione di Claudio, e l'imperatore probabilmente non fu estraneo agli intrighi di Messalina.

#### I ludi secolari, la censura e la caduta di Messalina (47-48)

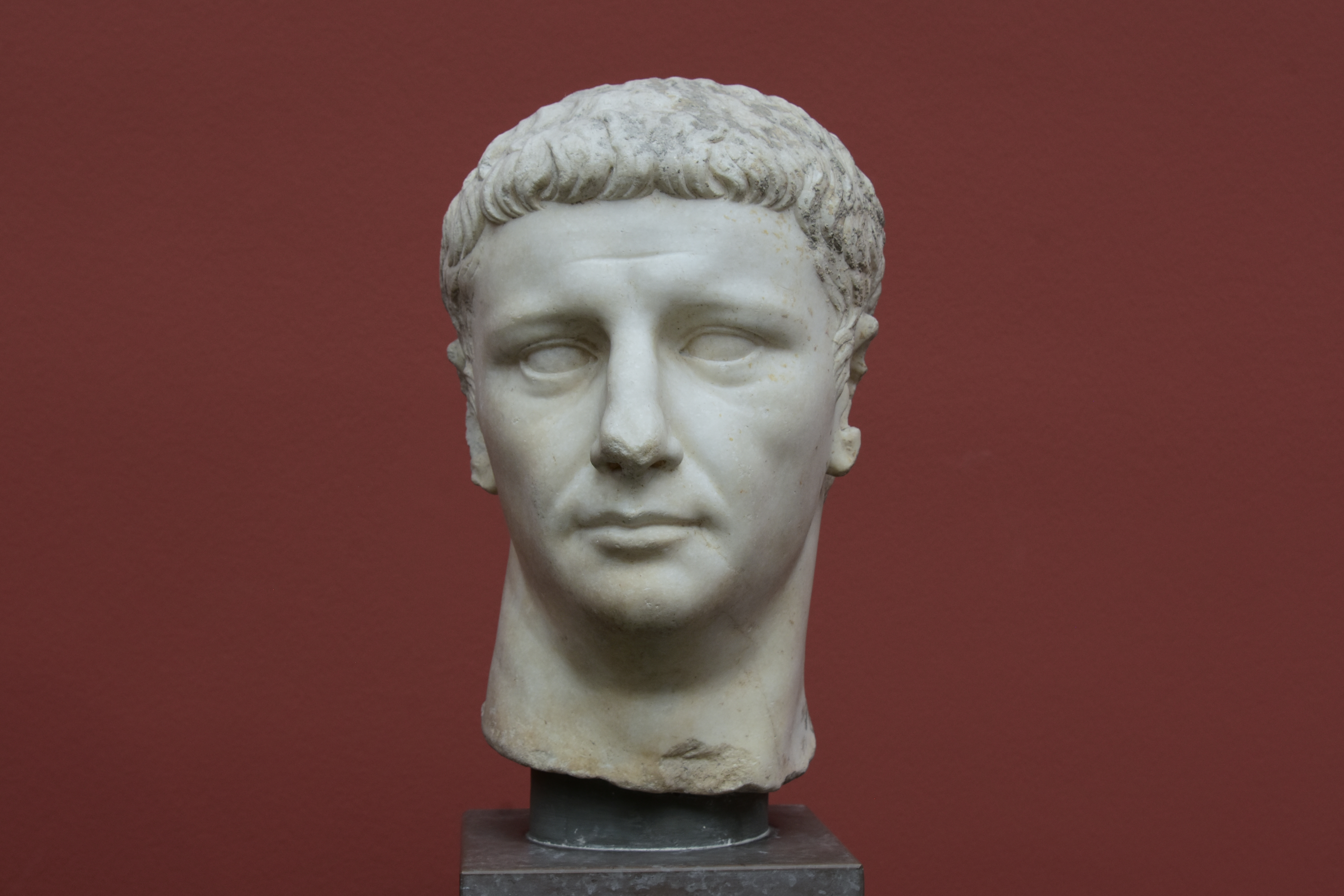
Ritratto di Claudio appartenente al secondo e più diffuso tipo ritrattistico dell'imperatore; l'imperatore appare invecchiato rispetto al suo primo tipo ritrattistico e rispetto alle immagini più o meno idealizzate di Augusto, Tiberio e Caligola, forse per sottolineare la propria sollecitudine e costanza nel perseguire il bene dello Stato (Copenaghen, Ny Carlsberg Glyptotek)

Nel 47 si celebravano gli ottocento anni dalla fondazione di Roma. In tale occasione, Claudio dichiarò che Augusto aveva sbagliato nel celebrare i Ludi Saeculares nel 17 a.C., e dunque, correggendo il presunto errore del suo predecessore in seguito a calcoli accurati, indisse una nuova edizione nel 47. I giochi secolari dovevano tenersi all'incirca ogni centodieci anni, quando tutte le persone che avessero assistito alla precedente edizione fossero scomparse: quando fu annunciata una nuova edizione dei giochi, tuttavia, c'erano ancora diverse persone che ricordavano quelli celebrati sotto Augusto; anche alcuni artisti che si esibirono nei giochi indetti da Claudio avevano già partecipato alle celebrazioni augustee.
Claudio scelse di tenere i Ludi Saeculares per rinforzare la propria posizione e per aprire la strada, come era successo per Augusto, a una serie di riforme che raddrizzassero e correggessero la morale pubblica su temi religiosi e civili, e intervenissero anche su aspetti linguistici e architetturali. Infatti, proprio nel 47 Claudio assunse con Lucio Vitellio l'ufficio di censore, che nessuno aveva ricoperto nei sessant'anni precedenti. L'imperatore assunse l'ufficio anche per rivedere l'elenco del Senato e rinnovare l'ordine senatorio, oltre a concedere il patriziato a nuove famiglie fedeli a Claudio come i Vitellii, gli Hosidii e i Vipstanii, e rivedere l'elenco degli equites.

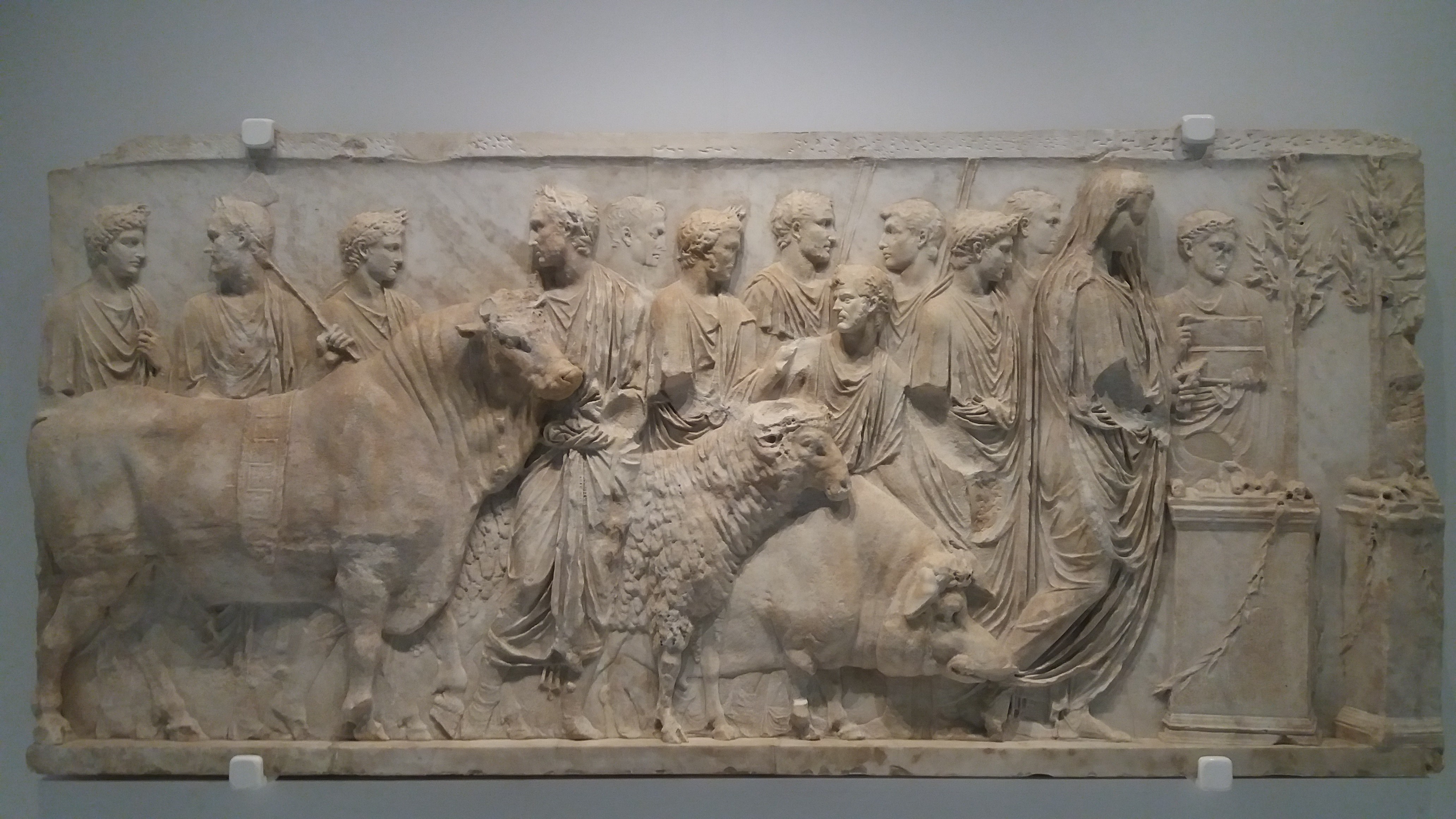
Rilievo con scena di suovetaurilia, forse pertinente alla cerimonia di lustratio della censimento compiuto da Augusto e Tiberio, o a quella di Claudio (Parigi, Museo del Louvre)

Claudio andò dunque a colpire, in veste di censore, coloro che acquistavano edifici solo per abbatterli in seguito e ricavarne un profitto; si trattava di una misura volta a tutelare il patrimonio architettonico, ma anche a rinforzare la concezione di Roma come una città eterna, da preservare, e a delineare l'epoca di Claudio come un'età caratterizzata dalla felicitas. L'imperatore intervenne anche nelle dispute territoriali, strappando dalle mani dei privati territorio pubblico di cui si erano indebitamente appropriati. Claudio ribadì anche il rispetto per la dignità dell'ordine senatorio e dell'aristocrazia in una serie di severi editti, dopo che a teatro il consolare Publio Pomponio fu soggetto ad insulti; attaccò anche l'esosità dei creditori, facendo passare una legge che vietasse loro di dare prestiti ai figli di famiglia con obbligo di restituzione alla morte dei genitori. Dando voce ai proprî interessi linguistici, Claudio cercò anche di introdurre nell'alfabeto latino tre nuove lettere — ⟨Ⅎ⟩, ⟨Ↄ⟩, e ⟨Ⱶ⟩; le lettere claudiane — che andassero a sopperire a mancanze ortografiche della lingua latina, e portò all'attenzione del Senato l'aruspicina, frutto di un'antica dottrina etrusca che rischiava però di scomparire, dimenticata dal tempo: pertanto fu affidato al collegio di pontefici il compito di determinare quanto dell'aruspicina andasse preservato.

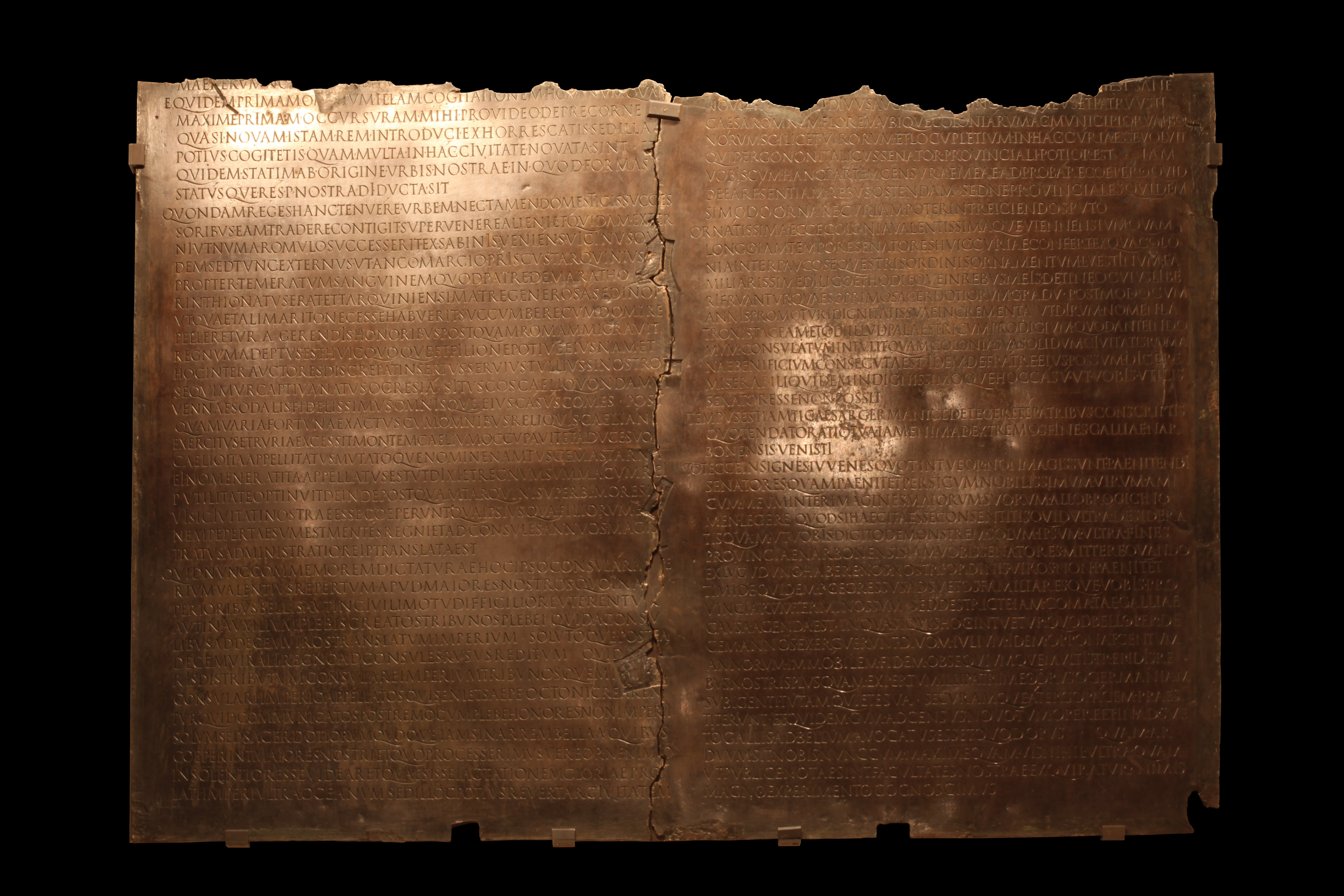
La tabula claudiana, che registra parte del discorso che Claudio tenne in Senato a favore dei notabili della Gallia Comata (Parigi, Museo del Louvre)

In linea con i propri doveri da censore, Claudio procedette anche al censimento vero e proprio, che potesse dare un'idea della vastità e della potenza dell'impero romano: mentre Augusto, che aveva condotto un censimento nell'ultimo anno della sua vita assieme a Tiberio, aveva contato 4.937.000 cittadini, Claudio alla fine del suo censimento aveva registrato 5.984.072 cittadini. Il censimento di Claudio ha lasciato tracce anche tramite le testimonianze papiracee sino in Egitto, indicando come le operazioni fossero state condotto su una scala molto ampia. In veste di censore, Claudio condusse anche una revisione dell'ordine senatorio: in tale occasione, i notabili della Gallia Comata fecero appello all'imperatore, rivendicando il diritto di poter esercitare magistrature a Roma. La petizione incontrò la resistenza dell'aristocrazia, ma fu sostenuta dall'imperatore in un discorso in Senato, tramandatoci in forma parziale nelle Tabula claudiana. Nel 49, infine, in coda alla propria censura, Claudio, in virtù della sua conquista della Britannia, estese il pomerium, andando ad includere in esso il Pincio e l'Aventino, e rinnovò dopo oltre settant'anni l'Augurium Salutis.

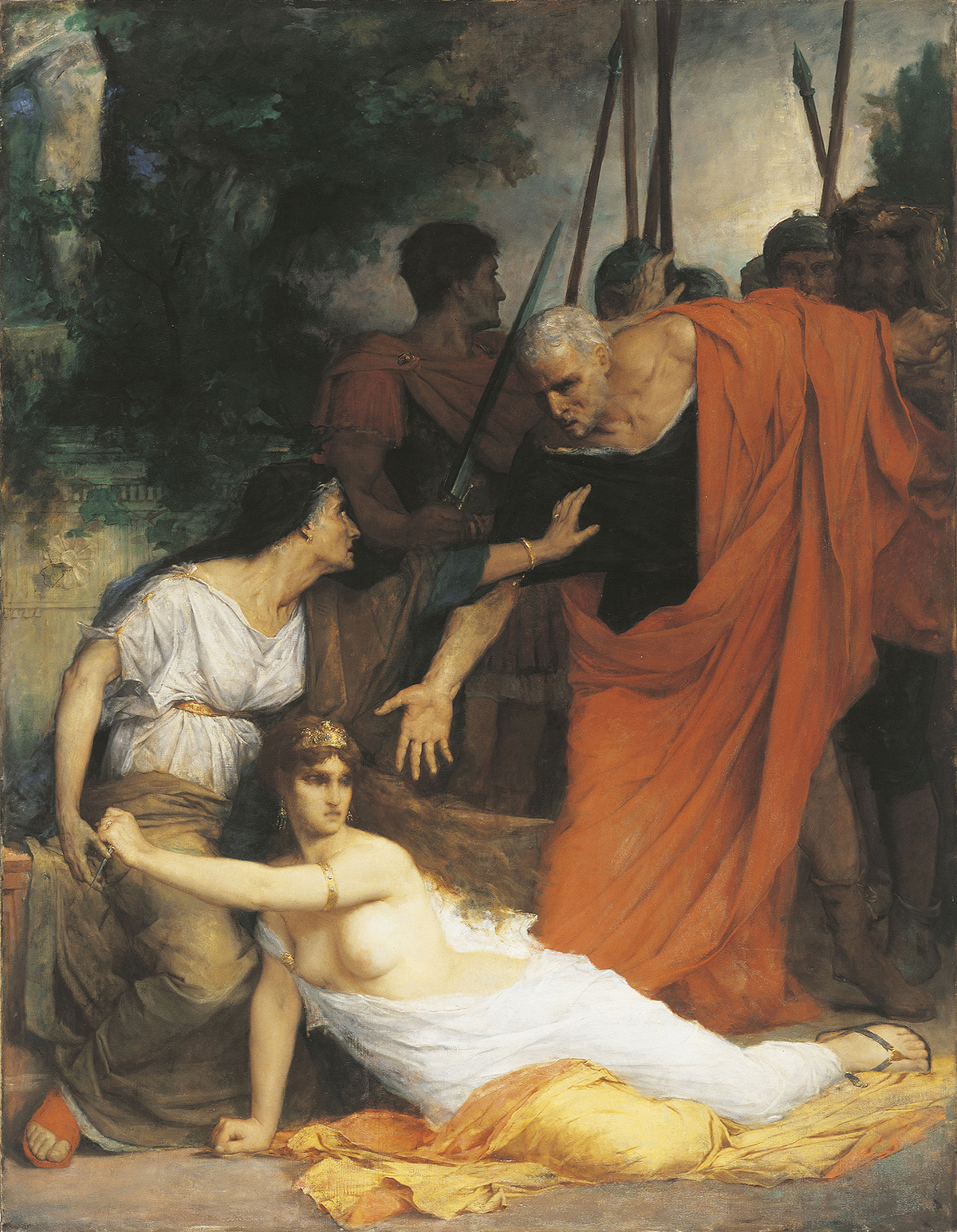
La mort de Messaline (Fernand Lamatte)

Nel frattempo, cresceva la tensione attorno a Messalina, specie in seguito alla caduta di Valerio Asiatico. Nel 48, mentre Claudio si trovava ad Ostia, Messalina, per ragioni poco chiare, celebrò pubblicamente un matrimonio non legalmente valido con Gaio Silio, console designato per l'anno seguente. Claudio sarebbe stato avvertito della notizia dai suoi liberti, specie Narcisso, tramite due concubine, Calpurnia e Cleopatra; l'imperatore avrebbe subito convocato dapprima lo stesso Narcisso e poi il circolo dei suoi intimi, interrogando il prefetto dell'annona Gaio Torranio e il prefetto del pretorio Lusio Geta, che l'avrebbero incitato a correre a Roma ad assicurarsi la fedeltà dei pretoriani. Colto da terrore, Claudio avrebbe ripetutamente chiesto se il potere fosse ancora nelle sue mani, e se Silio fosse ancora un privato cittadino.
Claudio si precipitò rapidamente a Roma, dove Narcisso gli avrebbe fatto prima visitare la casa di Silio, dove l'imperatore trovò beni sottratti alla famiglia imperiale che Messalina avrebbe destinato al proprio amante, e la statua di suo padre, condannato a morte sotto Tiberio nel 24 e che avrebbe dovuto essere rimossa per decreto del Senato; dopodiché, l'imperatore si recò ai Castra Praetoria, dove pronunciò poche e sdegnate parole di fronte ai soldati. Al campo dei pretoriani furono portati coloro che avevano preso parto al matrimonio di Messalina e Silio, incluso lo stesso Silio: furono processati sul posto e condotti quasi tutti al supplizio. Quanto alla moglie dell'imperatore, s'era rifugiata nei giardini che erano appartenuti ad Asiatico: secondo Tacito, Claudio, rientrato a palazzo, ordinò che Messalina gli venisse condotta per discolparsi il giorno seguente, ma Narcisso, temendo che l'imperatore potesse perdonarla, ordinò a un liberto, a un centurione e a dei tribuni di procedere con l'esecuzione di Messalina. La donna fu raggiunta presso i giardini e giustiziata; informato della morte della moglie mentre si trovava a mensa, Claudio non avrebbe posto ulteriori domande e avrebbe continuato a banchettare.
Dato che l'adulterio non prevedeva la pena capitale ma il confino a vita (relegatio in insulam, secondo la Lex Iulia de adulteriis coercendis), la motivazione della caduta di Messalina deve essere identificata in un presunto complotto politico con Silio, ovvero una violazione della Lex Iulia maiestatis, vista anche la damnatio memoriae decretata su di lei.

#### Il matrimonio con Agrippina: la successione di Nerone (49-53)

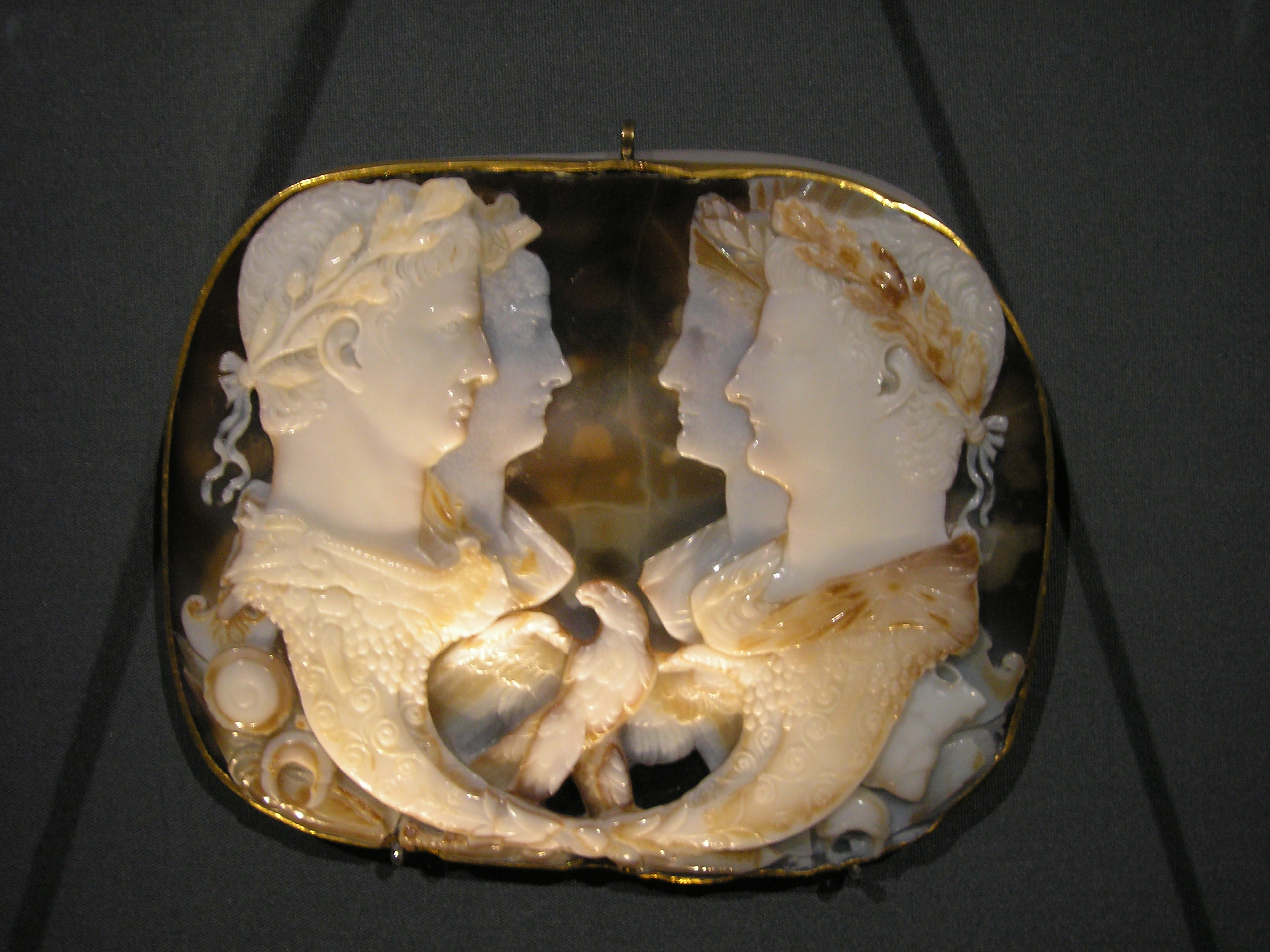
La gemma Claudia, raffigurante Claudio e Agrippina minore e, a destra, i genitori di lei, Germanico e Agrippina maggiore (Kunsthistorisches Museum, Vienna). Si ritiene che si tratti di un regalo di nozze fatto a Claudio ed Agrippina, inquadrabile nella situazione politica del 48, in cui Claudio cercava di ristabilire la propria posizione politica sposando una figlia di Germanico ed Agrippina, la cui comune (sebbene fittizia) discendenza da Augusto viene stabilita dalle quattro cornucopie da cui spuntano i ritratti dei personaggi e che presentano una radice comune

L'imperatore, rivolgendosi ai soldati nei Castra Praetoria, avrebbe implorato i pretoriani d'ucciderlo se avesse preso un'altra moglie dopo Messalina. Tuttavia, Claudio necessitava di una consorte che consolidasse la sua posizione all'indomani dello scandalo di Messalina, che aveva messo a repentaglio la reputazione della famiglia imperiale. Alla fine la scelta cadde su Agrippina minore: si trattava infatti della nipote di Augusto, e dunque presentava un'ascendenza assai utile per Claudio, cui mancava proprio una discendenza diretta dal primo imperatore. Agrippina, però, era anche la nipote di Claudio, essendo figlia di Germanico: l'unione fra i due era pertanto considerata incestuosa. Dunque fu necessario approvare una legge apposita, che regolarizzasse le unioni fra zii e nipoti: Lucio Vitellio si sarebbe recato in Senato e, in un discorso, avrebbe asserito che unico conforto per l'imperatore, sulle cui spalle si reggeva la sorte dell'impero, sarebbe stato avere una compagna; e che tale donna andasse identificata in un personaggio illustre per moralità, fecondità ed ascendenza, qualità per cui Agrippina appariva la scelta migliore. Il fatto che si trattasse di una scelta incestuosa fu giustificato dal fatto che, presso altri popoli, le unioni fra zii e nipoti erano già legali. Al consenso del Senato e della folla, Claudio apparì nel Foro in mezzo al popolo festante ed entrò in Senato, chiedendo che venisse passato un decreto che legittimasse la unioni fra zii e nipoti; furono pochi, però, a seguire l'esempio dell'imperatore. Claudio sposò Agrippina già all'inizio del 49.
| Claudio: aureo                                                              | Claudio: aureo                                                           |
| --------------------------------------------------------------------------- | ------------------------------------------------------------------------ |
|                                                                             |                                                                          |
| TI CLAVD CAESAR AVG GERM P M TRI[B POT P P], testa laureata di Claudio a d. | NERO CLAVD CAES DRVSVS GERM PRINC IVVENT., busto paludato di Nerone a s. |
| 7.7 g, coniato da Claudio per il figlio adottivo Nerone (51-54)             |                                                                          |

Agrippina aveva generato dal suo precedente matrimonio con Gneo Domizio Enobarbo un figlio, Lucio Domizio Enobarbo, che aveva circa tredici anni e che inevitabilmente divenne un rivale a corte per Britannico, il figlio naturale dell'imperatore, più piccolo di Domizio di quattro anni e privo di legami diretti con Augusto. Già nel 49, Domizio fu promesso in sposa ad Ottavia, dopo l'eliminazione di Lucio Giunio Silano, che fu accusato d'incesto con la propria sorella. Nel 50, Claudio concesse ad Agrippina il titolo di Augusta, e adottò Domizio come proprio figlio: egli assunse il nome di Nerone Claudio Cesare, il futuro imperatore Nerone. L'imperatore in Senato giustificò l'adozione ricordando di come già Augusto aveva valorizzato Tiberio e suo fratello Druso, pur puntando sui nipoti per la successione; e di come Tiberio a sua volta avesse adottato Germanico pur avendo già un figlio naturale, Druso minore. Britannico inoltre era ancora un fanciullo, e avrebbe necessitato di tutto il sostegno possibile per il futuro. In corrispondenza dell'ascesa di Agrippina, fu richiamato a Roma Seneca, cui fu affidata l'educazione di Nerone.
Nel 51, Claudio assunse per la quinta ed ultima volta il consolato: nello stesso anno, a Nerone fu concessa la toga virilis in anticipo, e fu lui, in veste trionfale, a guidare la pompa circensis verso il Circo Massimo; Britannico, che si trovava con lui, indossava ancora la toga praetexta. A Nerone fu promesso il consolato per quando avrebbe raggiunto i 20 anni, fu concesso un imperium proconsulare fuori da Roma, fu chiamato princeps iuventutis dall'ordine equestre e fu cooptato in tutti i principali ordini sacerdotali. Per l'occasione, furono distribuiti grandi donativi al popolo e ai soldati, mentre l'immagine di Nerone e d'Agrippina iniziò ad apparire sui conî battuti dall'imperatore. Coloro che apparivano pericolosi per i progetti dinastici di Claudio ed Agrippina, fra i tutori di Britannico, i senatori e personaggi vicini alla famiglia imperiale, furono contestualmente eliminati o allontanati.

#### La morte (54)
(Claudio, ultime parole secondo l'Apokolokyntosis di Seneca)

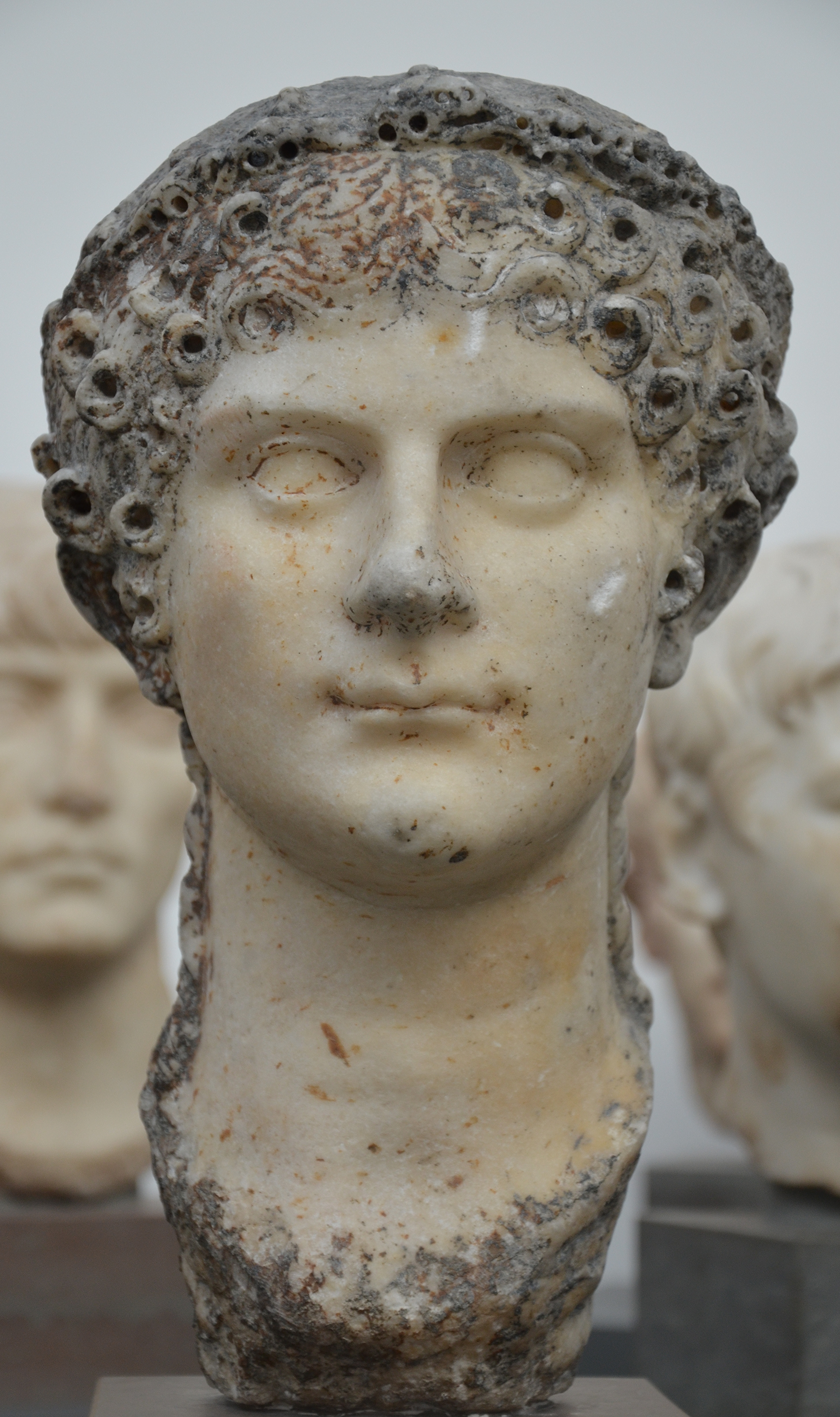
Ritratto di Agrippina (Copenaghen, Ny Carlsberg Glyptotek)

Già nel 52 Claudio era stato colpito da una grave malattia; per l'occasione, Nerone aveva fatto voto per la salute dell'imperatore ed aveva offerto giochi al circo. L'imperatore non aveva mai goduto di ottima salute, il che lo aveva spinto ad un'assidua frequentazione dei medici, nonché in un interesse personale alla loro arte; dopo l'assunzione del principato, però, molte delle sue debolezze fisiche si attenuarono.
L'imperatore morì improvvisamente durante un banchetto, dopo aver mangiato dei funghi sebbene le versioni discordino. Secondo Plinio il Vecchio, mangiò un piatto di funghi letali, forse della specie Amanita phalloides o Amanita muscaria, chiamati "boleti" e quindi confusi con funghi commestibili del tipo simile, come i porcini e l'Amanita caesarea. Questa versione è ripresa da Giovenale.
La morte avvenne il 12 ottobre 54, mentre venivano celebrate le Fontinalia, festività in onore del dio Fons. Non è difficile pensare che sia stato avvelenato da Agrippina per mano di Lucusta, anche se era ormai sicura della successione di Nerone. Essa potrebbe aver desiderato vedere il figlio sul trono mentre era ancora abbastanza giovane per seguire i suoi consigli e le sue volontà, e non voleva rischiare che Claudio tornasse a prediligere Britannico, e spinto dal liberto Narcisso (già artefice della caduta di Messalina, amico di Britannico e in quel momento in vacanza in Grecia onde curarsi da alcuni malanni) la ripudiasse. Si dice infatti che avesse una relazione adultera col ricco liberto Pallante e durante un banchetto, Claudio ubriaco avesse affermato che "era suo destino - disse - subire le infamie delle mogli e poi punirle".
Secondo Svetonio, è possibile che i funghi siano stati commestibili, Agrippina vi avrebbe in seguito aggiunto del veleno per simulare un avvelenamento accidentale; Claudio li avrebbe ingeriti, e sarebbe morto, oppure non avrebbe fatto in tempo a farlo in quanto troppo ubriaco. Quindi, sempre secondo la tesi dell'avvelenamento, in un primo momento Claudio si sarebbe addormentato, e svegliatosi poco dopo vomitò tutto quello che aveva mangiato; Svetonio afferma che quindi gli fu propinato di nuovo il veleno, attraverso una zuppa curativa o forse un clistere somministratogli per aiutarlo a smaltire l'indigestione. Invece Tacito afferma che egli non assunse il piatto avvelenato da Agrippina che aveva corrotto l'assaggiatore Aloto, in quanto aveva già dei conati di nausea per il troppo vino e troppo cibo, ma si fece quindi aiutare prima a vomitare dal medico Senofonte, il quale, in combutta anche lui con Agrippina, gli infilò in gola una piuma apparentemente per aiutarlo nell'operazione, in realtà intrisa di un potente veleno, provocandone la morte rapida. Flavio Giuseppe fa un riferimento anch'egli alla morte di Claudio, affermando che si diceva fosse stato assassinato. 
(Svetonio, Claudio, 44, traduzione di Francesco Casorati)
(Tacito, Annales, XII, 66)

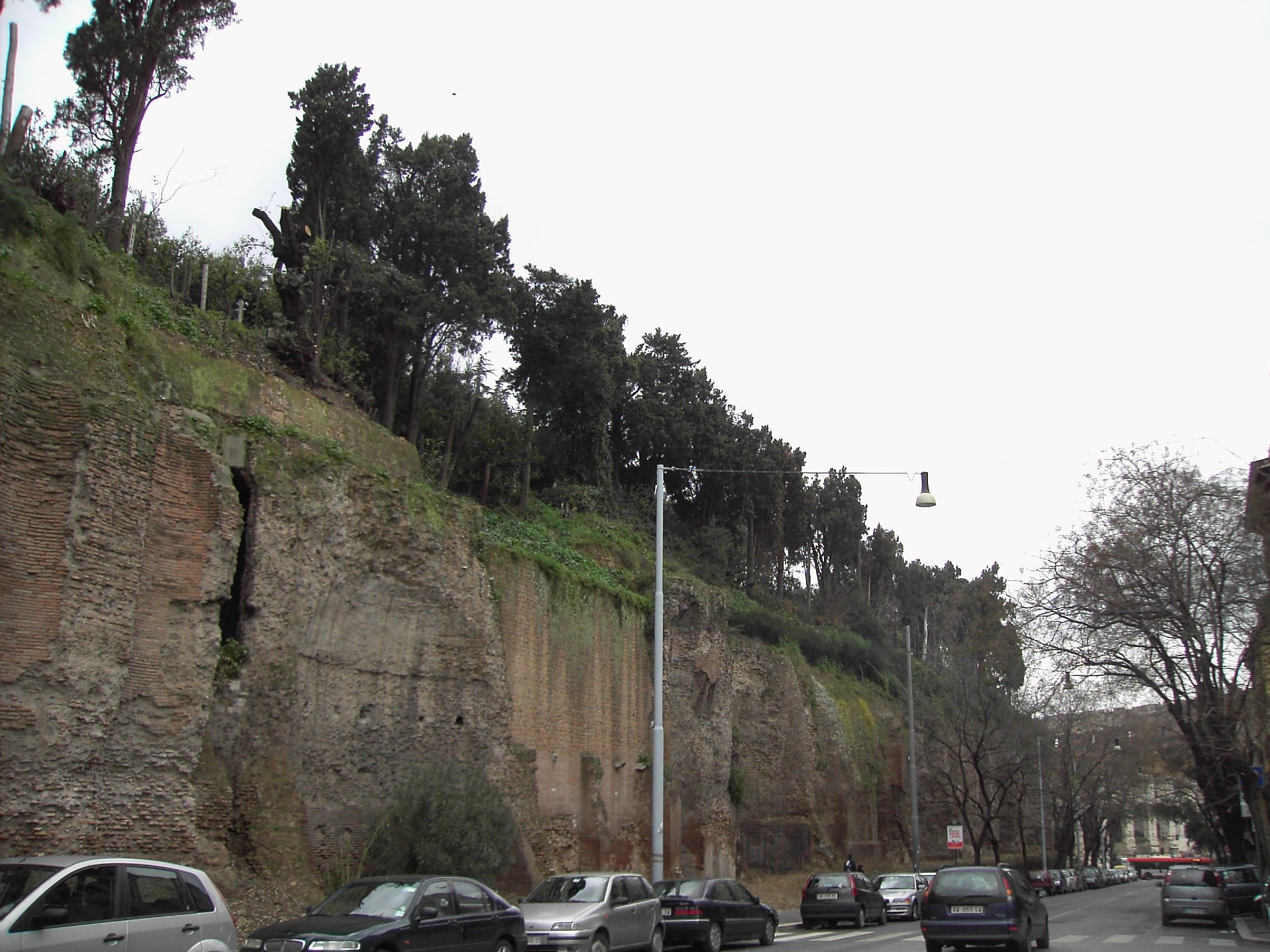
Sostruzioni del tempio del Divo Claudio, lungo la moderna via Claudia

Secondo l'opera satirica di Seneca invece, Claudio mangiò i funghi, fu in seguito colto da dissenteria e poco dopo morì per un malore. Questo può essere compatibile con i primi sintomi dell'intossicazione da Amanita phalloides che compaiono dopo alcune ore (vomito, dissenteria, disidratazione e danno renale, prima che epatico), oltre che con quanto detto da Plinio e Giovenale (e anche da Tacito, Svetonio e Cassio Dione) sulla morte di Claudio per aver mangiato un fungo velenoso. Secondo la storica Barbara Levick, non si può comunque essere certi che la morte di Claudio sia stata davvero frutto di un omicidio, anziché di un avvelenamento accidentale o una morte naturale, visto il suo stato di salute da sempre malfermo e il suo stile di vita tendente a eccessi nel mangiare e nel bere, sebbene la tesi del delitto sia altamente probabile. Quando Claudio si sentì male, Agrippina lo fece portare sul suo letto, dove morì quella stessa notte. In seguito chiamò a corte dei commedianti e musicisti, dicendo che Claudio si sentiva meglio e voleva distrarsi. Poi confinò i tre figli naturali di Claudio (le due figlie e Britannico) nelle loro stanze, e annunciò al popolo che l'imperatore era morto, presentando Nerone alla plebe e poi in Senato dove venne acclamato come nuovo Cesare. Claudio fu cremato dopo un solenne funerale a somiglianza di quello di Augusto. Le sue ceneri furono probabilmente deposte nel mausoleo della famiglia giulio-claudia. L'augusta dedicò sul Celio il tempio del Divo Claudio al defunto marito, che venne immediatamente divinizzato.

### Politica interna

#### Rapporto con il Senato
Claudio voleva accattivarsi le simpatie del Senato. Egli, infatti, tentò di stabilire una sincera collaborazione con quest'organo istituzionale, secondo le linee della politica di Augusto, facendo un uso frequente di senatus consulta e difendendo la posizione sociale dei senatori, riservando loro i posti migliori. Restituì, pertanto, al Senato l'Acaia e la Macedonia, nel 44.

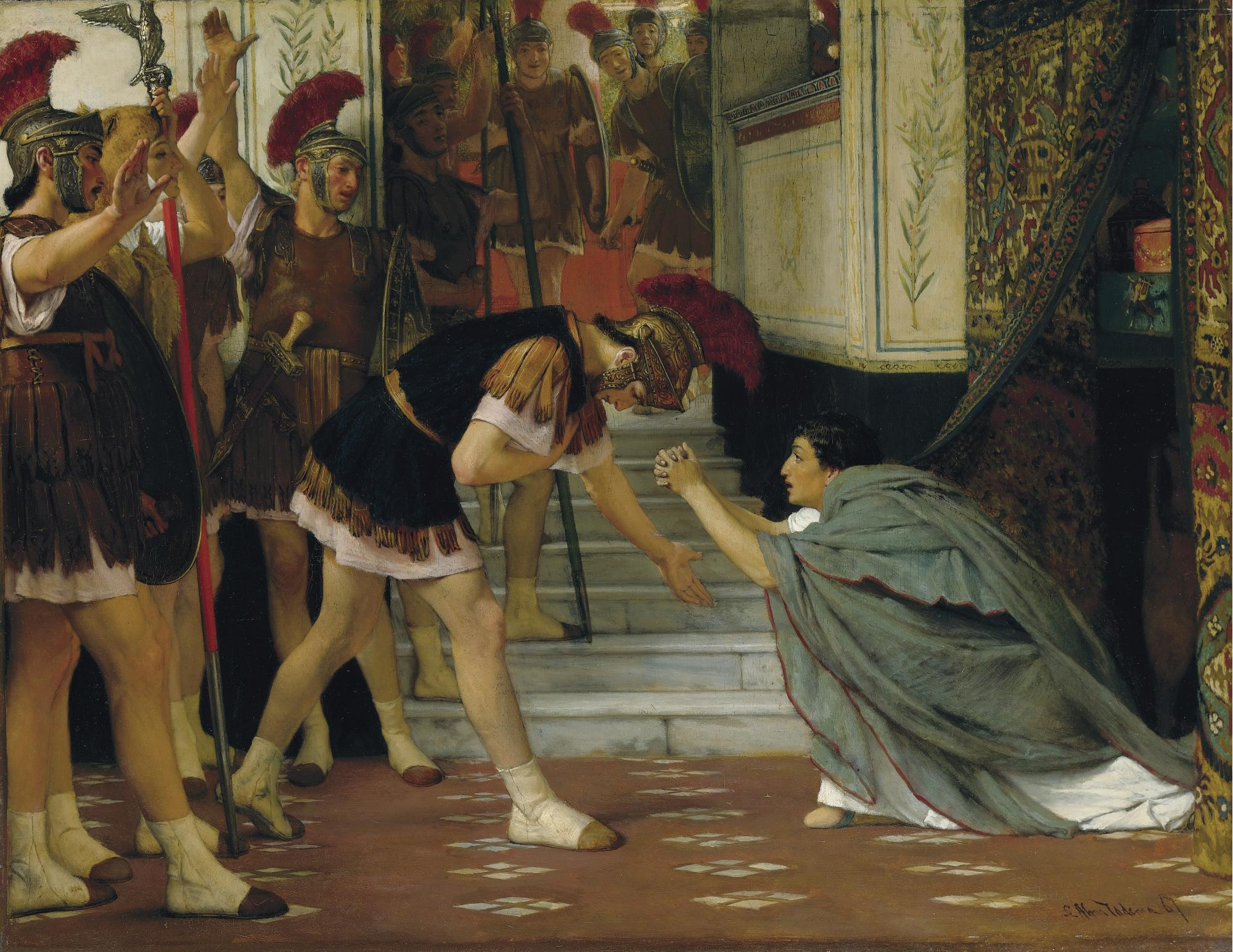
Lawrence Alma-Tadema, La proclamazione di Claudio a imperatore

Spartì le province acquisite durante il suo principato fra gli ordini equestre e senatorio: e a quest'ultimo vennero assegnate la Britannia e la Licia. Claudio si mostrò rispettoso del Senato anche partecipando attivamente alle sue sedute. La presenza alle riunioni era rigorosamente obbligatoria per i suoi membri e l'assenteismo punito. I dibattiti dovevano essere reali, non dovevano, al contrario, costituire una semplice questione di assenso formale.
Nel 47-48 rivide l'intera lista senatoria, eliminando quei membri inadatti e introducendo solo uomini che avessero maturato meriti anche in provincia, poiché voleva che il Senato fosse formato dalle migliori menti dell'impero. È vero anche che la maggiore interferenza con il Senato fu la creazione di un sistema amministrativo centralizzato. Claudio fu dunque il primo imperatore ad ammettere in Senato uomini provenienti da una provincia, la Gallia Comata; fornendo così agli imperatori successivi una via per completare l'integrazione dei popoli che facevano parte dell'impero di Roma.

#### Nuovo sistema amministrativo centralizzato

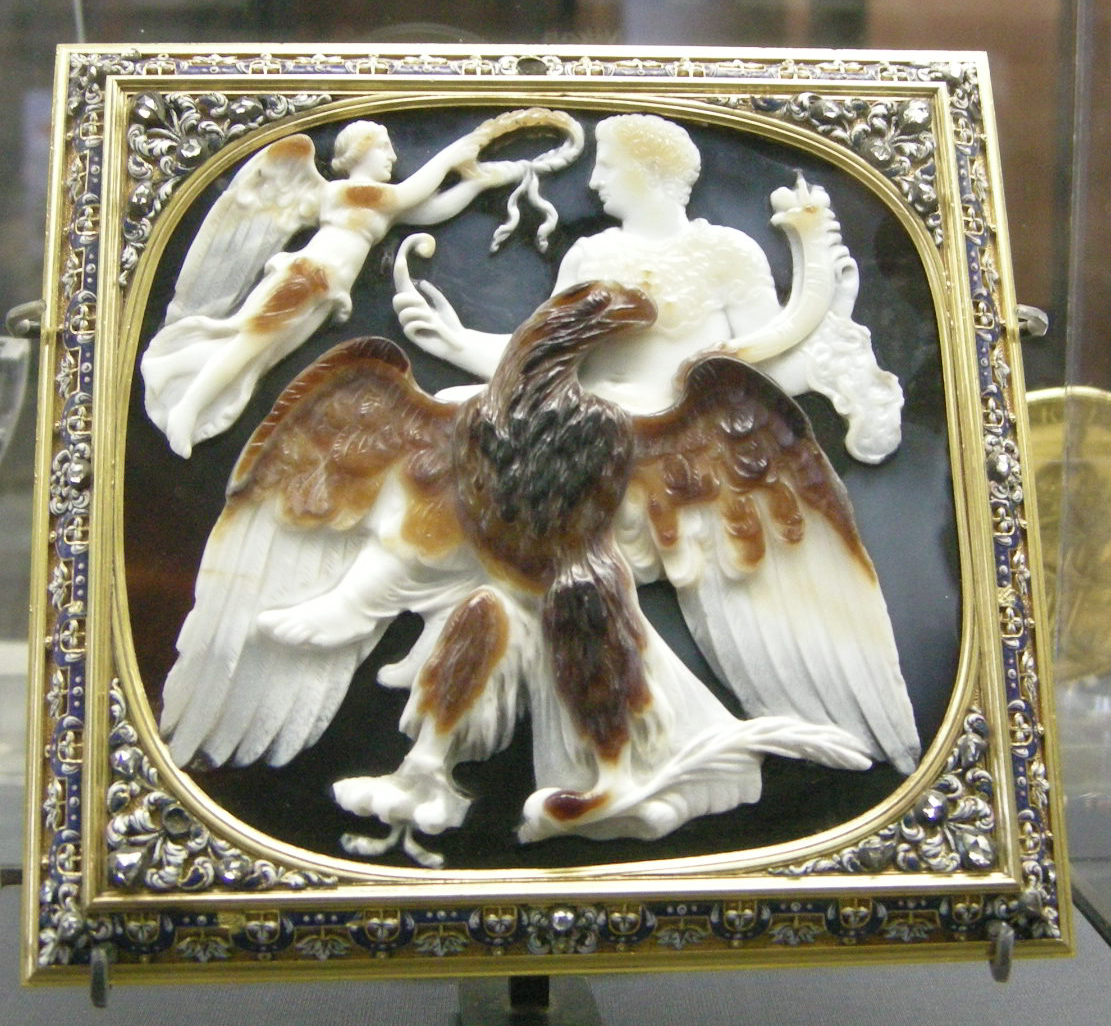
Cammeo raffigurante l'apoteosi di Claudio, 54 circa, attribuito a Scilace, da Roma, Cabinet des Medailles, Parigi

Se Tiberio aveva seguito pedissequamente le istruzioni di Augusto, Claudio non temette le innovazioni. Egli fu, infatti, il primo a creare una burocrazia centralizzata, suddivisa in sezioni, materie speciali, ognuna delle quali fu posta sotto il controllo di un liberto, una specie di moderno ministro in scala ridotta. I liberti erano degli schiavi resi liberi dai padroni, molto spesso greci e largamente eruditi; renderli così importanti nel suo sistema giuridico era nei fatti un forte attacco ai senatori, che dovevano sottostare agli ordini di uno schiavo, per lo più straniero. Poi egli avviò una forma di amministrazione pubblica imperiale, indipendente dalle tradizionali classi dei senatori e cavalieri.
Il personale della nuova amministrazione centralizzata era costituito da uomini per la maggior parte di origine italica, estranei alla tradizione romana, e che dovevano fedeltà soltanto al Princeps. La più importante tra queste cariche appena istituite era quella di Segretario generale ab epistulis, ricoperta in quegli anni da un certo Narciso: l'intera corrispondenza greca e latina (relazioni con i governatori, lettere e messaggi di varî funzionarî, relazioni con città o comunità provinciali), doveva essere gestita, analizzata da questo funzionario, prima di renderne partecipe il Princeps.
Secondo a Narciso era il segretario delle finanze, a rationibus, un certo Pallante, con l'accentramento e centralizzazione del potere finanziario nelle mani dell'imperatore a partire dall'Aerarium. Vi erano poi altre cariche di prestigio: Callisto era il segretario che si interessava delle richieste rivolte all'imperatore, a libellis e delle inchieste giuridiche portate davanti al princeps, le cosiddette cognitiones; Polibio quello che svolgeva la mansione di bibliotecario e consigliere culturale, aiutando l'imperatore con materiale per discorsi ed editti a studiis.
Ma la presenza dei nuovi liberti provocò il continuo malcontento dell'antica aristocrazia senatoria, e accrebbe notevolmente il potere personale del principe. Anche nel campo dell'amministrazione giudiziaria Claudio portò innovazioni, come quando nel 53 persuase il Senato a concedere ai procuratori imperiali delle province il diritto di giurisdizione. Fino a quel momento, qualsiasi contestazione di diritto fiscale doveva essere portata davanti al Senato o all'imperatore, per ottenere una sua decisione. Il provvedimento venne adottato per migliorare l'efficienza e la rapidità nel raccogliere il denaro dovuto all'erario, eliminando alcune procedure burocratiche. Favorì, infine, l'approvvigionamento di grano assicurando navi e merci contro eventuali danni provocati da tempeste, concedendo privilegi a stranieri costruttori di navi.

#### Opere pubbliche

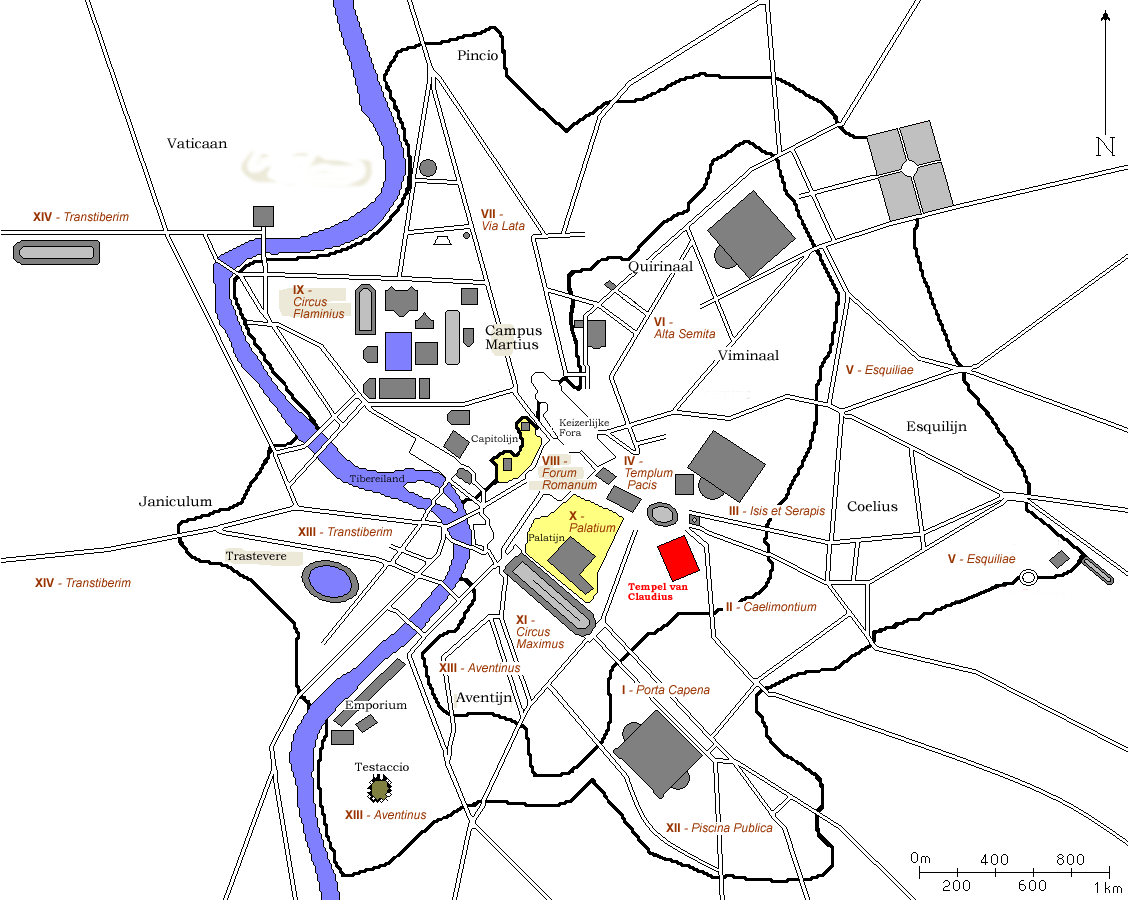
Il tempio del Divo Claudio, evidenziato in rosso, fatto costruire da Agrippina minore

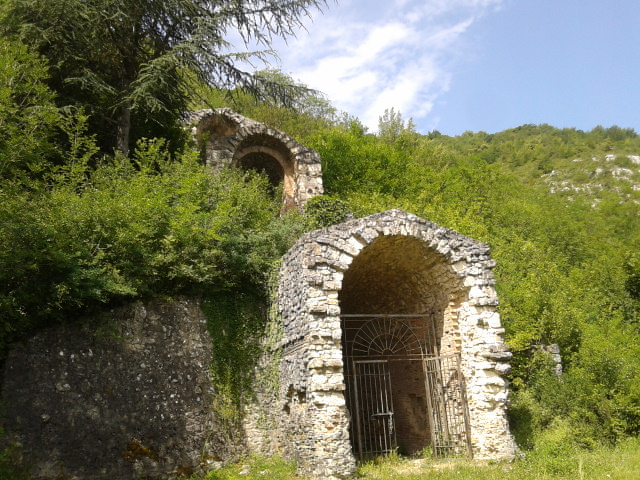
Imbocchi dei Cunicoli di Claudio in Abruzzo

Ultimò la costruzione di due acquedotti, iniziata da Caligola: l'acquedotto Claudio (Aqua Claudia), e l'Anio Novus che si incontrano entro Roma nella famosa Porta Maggiore. Ne restaurò anche un terzo chiamato Aqua Virgo. Diede un grande impulso alla costruzione di strade e canali in Italia e nelle province.
Tra i tanti progetti, meritano menzione il largo canale che univa il Reno al mare, e una strada che collegava l'Italia alla Germania (entrambe opere iniziate da suo padre). Vicino a Roma costruì un canale navigabile sul Tevere che terminava a Portus, il nuovo porto a circa 3 km a nord di Ostia. Il porto era costituito da due moli a forma di semicerchio, numerosi granai per l'approvvigionamento di merci provenienti da tutte le province romane, e all'imboccatura era posto un faro che divenne il simbolo della città stessa.
Per ospitare le navi fu scavato un gigantesco bacino rettangolare di circa 1 000 per 700 metri, collegato al Tevere da due canali. Gli ingegneri di Claudio non considerarono con la dovuta attenzione il problema rappresentato dal deposito delle sabbie fluviali, e in breve il nuovo porto fu inagibile. Di questo fallimento fece tesoro Traiano, che costruì nello stesso luogo un porto più efficiente che rimase in funzione per secoli. Bonificò la piana del Fucino nell'Italia centrale attraverso lo scavo di un emissario che faceva defluire le acque del lago nel fiume Liri, a vantaggio di un migliore sfruttamento agricolo.
La prima inaugurazione, con tanto di battaglia navale sul lago che stava per essere prosciugato, finì nel ridicolo. Il canale, scavato troppo in alto, non consentì alle acque di defluire. Dopo il tempo necessario a sistemare il canale, ebbe luogo una nuova inaugurazione. Questa volta gli ingegneri di Claudio fecero un errore opposto e ben più grave del precedente; il canale, posto troppo in basso, fece defluire l'acqua in modo troppo violento, procurando vittime tra gli spettatori. L'episodio culminò con una lite tra Agrippina e il liberto Narciso, appaltatore dell'opera: la donna disse che lui era un ladro mentre il liberto le dava dell'isterica.
Altri imperatori si cimentarono con questa impresa, che ebbe però termine solo nel XIX secolo grazie ai Torlonia che ingrandirono il tunnel scavato da Claudio a tre volte la sua dimensione originale. Fece costruire nuove strade: la via Valeria Claudia fino all'Adriatico, o la via Claudia Augusta da Altinum fino al Danubio. Sono poche le province che non recano tracce delle strade costruite sotto il suo principato.

#### Politica religiosa
La politica religiosa è un altro ambito in cui Claudio — sebbene conservatore per natura e di interessi repubblicani — non si mostrò ostile alle innovazioni. Si adoperò per restaurare il collegio degli haruspices. Nel 47 celebrò i Ludi Saeculares dell'ottavo centenario dalla fondazione di Roma. Nel 49 ampliò, sempre nel corso di un'altra cerimonia, l'antico recinto sacro di Roma (pomerium), includendovi anche l'Aventino e parte del Campo Marzio.
Si mostrò tollerante nei confronti dei culti provinciali; perlomeno quelli che non considerava pericolosi per l'ordine pubblico interno. Se, infatti, verso il druidismo britannico la sua azione fu più energica di quella dei suoi predecessori, con la completa soppressione, con gli Ebrei assunse un atteggiamento più liberale, e ristabilì per loro la libertà di culto e l'esonero del culto imperiale. Improbabile è la notizia, riportata da Svetonio, dell'espulsione della comunità ebraica da Roma (definendoli "inimici generis humani").

##### Atteggiamento nei confronti dei cristiani
Anche verso i cristiani la politica religiosa di Claudio si mostrò aperta. La Lettera ai Romani (16,11) attesta la diffusione della nuova religione all'interno della casa di Narciso, uno fra i più noti liberti imperiali. Tacito colloca al 42 o 43 la conversione a una superstitio externa, identificabile quasi certamente col cristianesimo, di Pomponia Grecina, moglie di Aulo Plauzio, che conduceva in quegli anni la spedizione britannica.
Sono gli stessi anni in cui la tradizione della Chiesa colloca l'arrivo a Roma di Pietro e la prima stesura del Vangelo secondo Marco. L'unico atto in apparente contraddizione con tale atteggiamento è l'espulsione da Roma dei Giudei, definiti in un controverso passo di Svetonio — riguardo al quale vi sono discordanti interpretazioni storiografiche — impulsore Chresto assidue tumultuantes, ossia "in continuo subbuglio a causa di Cresto" (da identificarsi forse con Cristo).

### Politica estera: annessioni e conquiste

L'impero di Claudio (37-54).

Claudio, senza lasciarsi scoraggiare dal consiglio di Augusto di mantenere l'impero entro i limiti da lui stabiliti, aggiunse non meno di 5-7 nuove province tra cui ex regni clienti: Mauritania (dal 40-41), Britannia, Licia, Panfilia (dal 43), riannesse la Giudea (dal 44, dopo la morte del re Erode Agrippa I) e Tracia (dal 46); oltre all'annessione di nuovi territori e province dell'area del Danubio, come il Regno del Norico (attorno al 50) e parti della Rezia.
Tale scelta politica fu determinata dal fatto che egli aveva ereditato da Caligola una Mauritania in rivolta e una Britannia considerata matura per l'annessione, e dalla sua convinzione che fosse arrivato il momento di sostituire agli Stati clienti un controllo diretto imperiale. La politica difensiva di Tiberio fu infatti abbandonata, tranne lungo il limes europeo di Reno e Danubio.

#### Africa (41-44)
La rivolta della Mauretania, che seguì all'assassinio del re Tolomeo per ordine dell'imperatore Gaio Caligola (che in seguito aveva deciso di annettere i nuovi territori, trasformandoli in nuova provincia, nell'autunno del 40), fu soffocata nel sangue dopo quattro duri anni di lotta (dal 41 al 44) grazie a valenti generali come Gaio Svetonio Paolino e Osidio Geta. La Mauretania fu divisa in due province, la Mauretania Caesariensis e quella Tingitana (con capitali Cesarea e Tingis), affidate a un procuratore imperiale di ordine equestre. Riuscì a sedare una rivolta di Musulami dell'Africa settentrionale, inviandovi uno dei più qualificati generali, Servio Sulpicio Galba, in qualità di governatore e a capo della legione qui stanziata (la Legio III Augusta).

#### Conquista della Britannia (43-51)
Nel 43 iniziò la conquista della Britannia, quasi un secolo dopo Gaio Giulio Cesare. Al di là delle ragioni politiche, economiche e militari della spedizione, non va dimenticata una considerazione forse più importante, di natura psicologica, e cioè di provare a tutti di essere il degno figlio del conquistatore della Germania, Druso maggiore. Egli si recò in Britannia nell'autunno del primo anno di guerra per essere presente alla vittoria finale. Questa fu la conquista della quale Claudio andò più orgoglioso.

#### Confini europei lungo Reno e Danubio (46-50)
In Gallia alcune tribù ottennero i diritti latini e molti la cittadinanza romana, ma cosa più importante, Claudio riuscì a convincere un Senato riluttante a far ammettere alcuni cittadini galli all'interno delle istituzioni e magistrature romane. Egli, basandosi sui suoi studi della storia di Roma, dimostrò che la Repubblica romana si era rafforzata e ingrandita grazie al fatto di aver incorporato elementi considerati fino a poco prima degli "stranieri", come lo erano stati gli Etruschi, i Sanniti, i Greci, ecc. Claudio apriva così le porte del Senato anche ai provinciali Galli.
In Germania, il legato della Germania Inferiore, Gneo Domizio Corbulone, diede prova delle sue grandi capacità militari con una campagna nelle terre dei Frisi e contro i pirati Cauci lungo le coste del Mare del Nord (47-48). Claudio però gli ordinò di ritirarsi al di qua del Reno: non voleva ripetere le imprese del padre Druso. In Tracia, da lungo tempo inquieta, il sovrano regnante era stato assassinato e Claudio decise che era ormai giunto il momento di annettere la regione (46). Completò, infine, le conquiste dei territori rimasti liberi fino al Danubio, annettendo le parti rimaste libere fino a quel momento della Rezia e del Norico (da Castra Regina a Carnuntum) nel 50 circa.

#### Oriente (44-54)
La Licia, dove si erano verificati dei disordini, divenne provincia nel 43. In Oriente, Claudio ricompensò l'amico Erode Agrippa I per l'aiuto prestatogli in passato, insediandolo sul trono di Giudea, che dal 6 era una provincia romana. Alla morte di Agrippa, nel 44, la Giudea ritornò a essere una provincia romana, amministrata da procuratori. Nei confronti della Partia, Claudio riuscì a ottenere il controllo dell'Armenia, fino a quando il nuovo re Vologese I, riuscì a insediare suo fratello Tiridate sul trono armeno verso la fine del regno di Claudio.

### Provinciali e cittadinanza
Claudio, grazie ai suoi studi storici, si era convinto che Roma doveva molto alla sua propensione in tempi passati a inserire tra i propri cittadini gli uomini più meritevoli. Per questi motivi gli uomini più importanti di Gallia, Spagna e Africa, i dottori greci o asiatici, gli scienziati e i letterati, potevano contribuire notevolmente alla crescita dello Stato romano. E se la cittadinanza era una cosa preziosa da "regalare" ai provinciali, un cittadino romano, per meritarsela, doveva saper parlare e scrivere in latino: questa era una condizione insindacabile per Claudio. In caso contrario la cittadinanza romana sarebbe stata revocata.

### Menomazione fisica e personalità

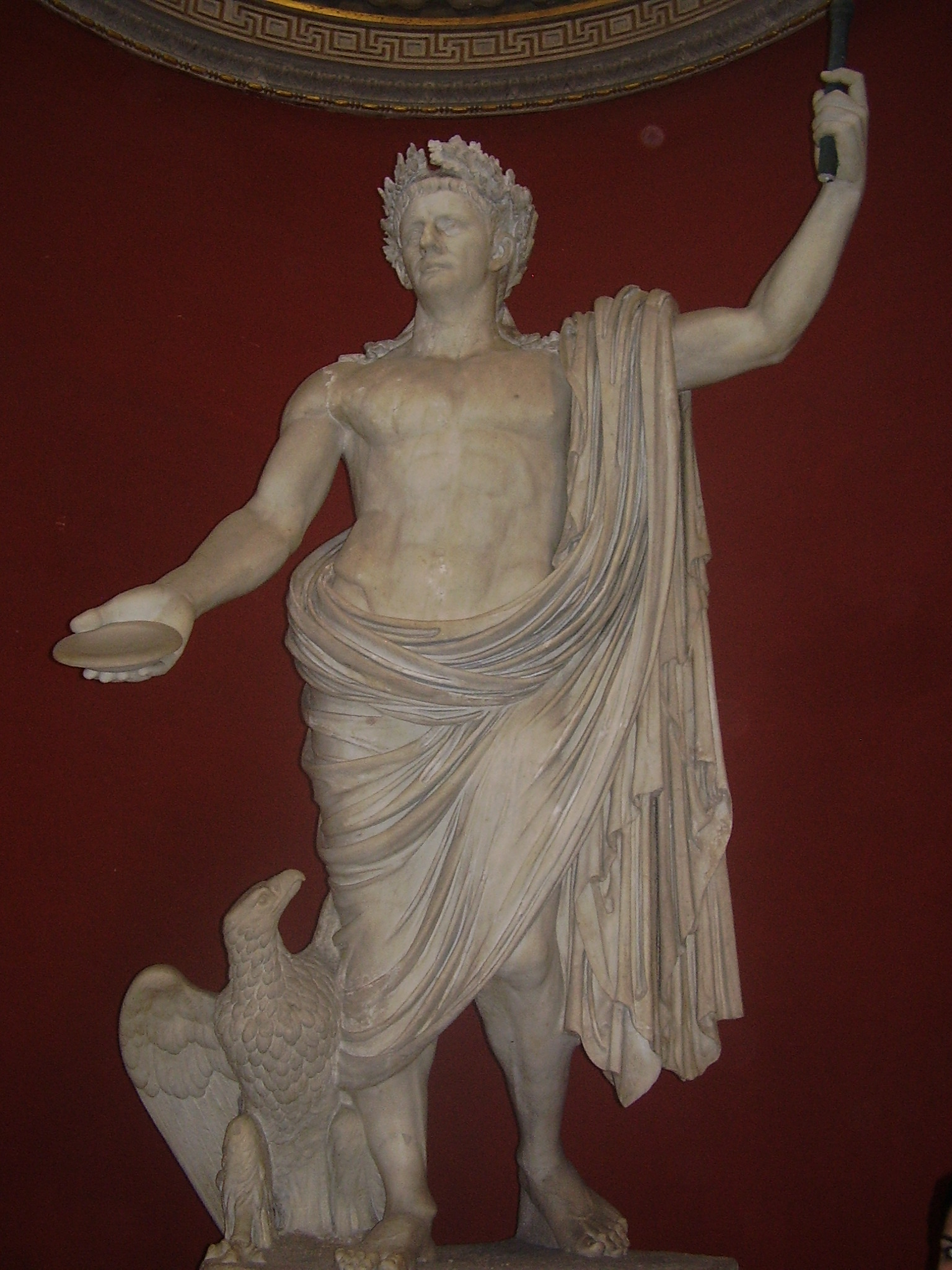
Claudio raffigurato come Giove Capitolino, Musei Vaticani, Città del Vaticano, Roma

Lo storico Svetonio nelle Vite dei Cesari descrive le afflizioni fisiche di Claudio in maniera relativamente dettagliata. Egli riporta che il princeps aveva ginocchia malferme che stentavano a sostenerlo, tremori alla testa, afflitto da balbuzie (tranne quando declamava poesie) e dal parlare incerto e confuso. Claudio soffriva anche di scialorrea e lieve disartria, e tutto questo lo faceva considerare "debole di mente" da parte della sua famiglia, con la madre stessa che lo definiva un "mostro d'uomo" e quando voleva insultare qualcuno diceva che era «più scemo di suo figlio Claudio».
Seneca afferma nella sua satira Apokolokyntosis come la voce di Claudio non appartenesse a nessun animale terrestre, e come anche le sue mani fossero deboli. Claudio viene rappresentato come violento, claudicante e gobbo.
Tuttavia, non mostrava nessuna deformità fisica evidente, dato che lo stesso Svetonio riferisce che quando Claudio era calmo dimostrava una certa dignità di portamento, essendo alto e ben proporzionato, non magro e con folti capelli bianchi e collo robusto. Quando era contrariato o stressato, i sintomi della sua infermità peggioravano e si facevano più evidenti. Gli storici concordano sul fatto che questa condizione sia migliorata dopo la sua ascesa al trono. Lo stesso Claudio affermò di aver esagerato i propri malanni per salvarsi la vita. Nondimeno, soprattutto in gioventù e naturalmente prima di divenire princeps, visse bersagliato dagli scherzi e dalle prese in giro. Svetonio riferisce che quando era invitato, se arrivava in ritardo non veniva neanche fatto accomodare, o solo dopo lunghe attese e preghiere. Inoltre, se si addormentava dopo aver mangiato, gli altri commensali gli tiravano addosso noccioli di datteri e olive, oppure mentre russava, gli infilavano scarpe da donna alle mani in modo che, svegliatosi improvvisamente, se le sfregasse in viso.

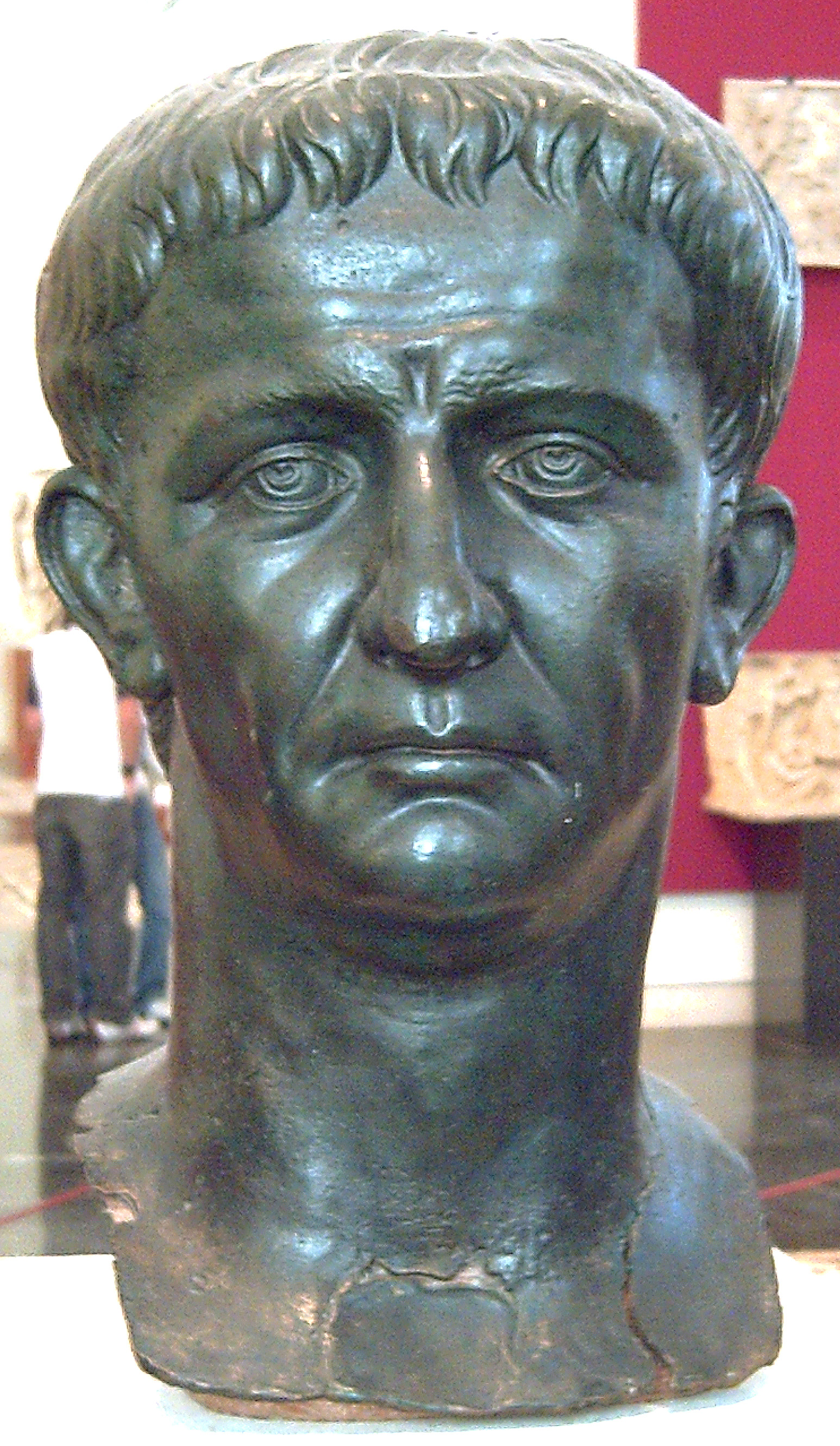
Busto di Claudio, Museo archeologico nazionale di Spagna, Madrid

Valutazioni moderne sullo stato di salute di Claudio si sono avvicendate varie volte nel corso del secolo scorso. Prima della seconda guerra mondiale, la paralisi infantile da poliomielite era ampiamente accettata come causa dei suoi problemi. Tuttavia, la polio non spiega molti dei sintomi descritti, e una teoria più recente implica una paralisi cerebrale infantile (a causa di problemi alla nascita) con distonia o la sindrome di Tourette come possibili cause della sua infermità. Jerome Nriagu ha ipotizzato che Claudio, come altri imperatori tra cui Caligola e Nerone, soffrisse in età adulta di avvelenamento da piombo a causa dell'uso romano di addolcire il vino con il diacetato di piombo o "zucchero di Saturno". Studiosi di iconografia e medicina, infine, unendo i sintomi descritti da Svetonio con l'aspetto di alcune statue di Claudio hanno sostenuto che una lesione cerebrale traumatica subita durante il parto avrebbe causato a Claudio la sua malattia, una diplegia spastica alle gambe e alla testa, la più comune tra le paralisi infantili che spesso può causare anche disabilità intellettiva, nel caso dell'imperatore assente o lievissima, ma sufficiente a farlo considerare poco intelligente dai famigliari, forse per la confusione mentale occasionale che talvolta gli attribuirono gli storici, uno dei motivi per cui Tiberio lo aveva escluso dalla successione. Con probabilità poteva altresì trattarsi di una paralisi infantile detta "ipotonica" o discinesica-distonica, che è influenzata dallo stato emotivo.
Dal punto di vista caratteriale, gli storici antichi descrivevano Claudio come uomo generoso, colto ed erudito, non scevro da umiltà dato che a volte soleva pranzare con i plebei. Di carattere conviviale, amava circondarsi di amici e banchettare con loro disquisendo di arte e letteratura. Si dice che abbia pensato di far emettere un eccentrico editto per permettere di ruttare ed emettere flatulenze durante i banchetti, perché aveva saputo che un invitato si era posto in pericolo di vita per essersi educatamente trattenuto in sua presenza.
Lo descrissero però anche sanguinario e crudele, vendicativo, pavido e facile all'ira, appassionato di gioco d'azzardo, combattimenti ed esecuzioni di gladiatori; Claudio stesso riconobbe i lati negativi del suo carattere e si scusò pubblicamente per il proprio temperamento con un editto. Secondo gli storici antichi era anche eccessivamente fiducioso e facilmente manipolabile dalle mogli e dai suoi liberti, paranoico, molto libidinoso nei confronti delle donne, dedito al vino, apatico, noioso e spesso confuso.
Le opere esistenti di Claudio presentano invece una visione diversa, dipingendo un ritratto di amministratore intelligente, erudito e coscienzioso, con una particolare attenzione per i dettagli e la giustizia. Quindi, Claudio resta un enigma per i posteri. Sin dalla scoperta del ritrovamento della sua Lettera agli Alessandrini nel secolo scorso, molto lavoro è stato fatto per riabilitare la figura dell'imperatore Claudio e determinare dove si trovi la verità.

### Opere letterarie e interessi culturali
Anche se dai suoi stessi parenti era considerato quasi un "ritardato" e un "minorato fisico", il giovane Claudio perseverò nei suoi interessi culturali, cosicché scrisse numerose opere nel corso della sua vita, principalmente durante il regno di Tiberio, periodo che può considerarsi il vertice della sua carriera letteraria.

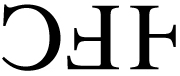
Le tre lettere introdotte dall'Imperatore Claudio

Oltre a una storia del principato di Augusto, e alcuni trattati sul gioco dei dadi del quale era un grande appassionato, tra le sue opere maggiori si annoverano la Tyrrenikà, una storia della civiltà etrusca in venti libri, una Storia di Cartagine in otto volumi (Karchedonikà), e un dizionario di lingua etrusca. Sfortunatamente tutte opere andate perdute, a parte la ritrovata lettera agli alessandrini. Svetonio cita suoi discorsi, in cui si nota spesso la sua conoscenza della storia, specialmente riguardo agli Etruschi, come nel discorso in cui volle aprire il Senato ai nobili gallo-romani.
Coltivò anche lo studio della lingua greca, all’epoca l’idioma dei dotti, in ogni occasione ribadiva questo suo amore poiché la considerava una "lingua superiore", e conosceva a memoria ampi brani dei poemi omerici, citando spesso come aforismi alcune frasi da lui ritenute particolarmente significative.
Claudio propose inoltre una riforma dell'alfabeto latino attraverso l'introduzione di tre nuove lettere da lui ideate, una delle quali una aveva il compito di differenziare la /w/ semiconsonante dalla /u/ vocale (entrambe rappresentate da V nell'alfabeto latino classico), un'altra serviva per trascrivere il cosiddetto sonus medius (scritto talvolta con I, talvolta con V nell'alfabeto latino classico), mentre la terza, l'antisigma, di forma incerta perché non attestata, aveva il valore della Ψ greca (ossia BS o PS). Riuscì a introdurre ufficialmente tale modifica una volta salito al potere, ma la stessa non sopravvisse al suo regno. Infine, egli scrisse un'autobiografia descritta da Svetonio come pedante e priva di gusto.
Nessuna delle opere letterarie di Claudio è giunta fino a noi, ma ampie citazioni dalle stesse sono presenti in successive opere di storici della dinastia giulio-claudia. Svetonio, Tacito e Plinio il Vecchio attinsero tutti dalla produzione letteraria di Claudio per trarvi notizie e devono averla utilizzata come fonte in numerose occasioni.

## Monetazione imperiale del periodo

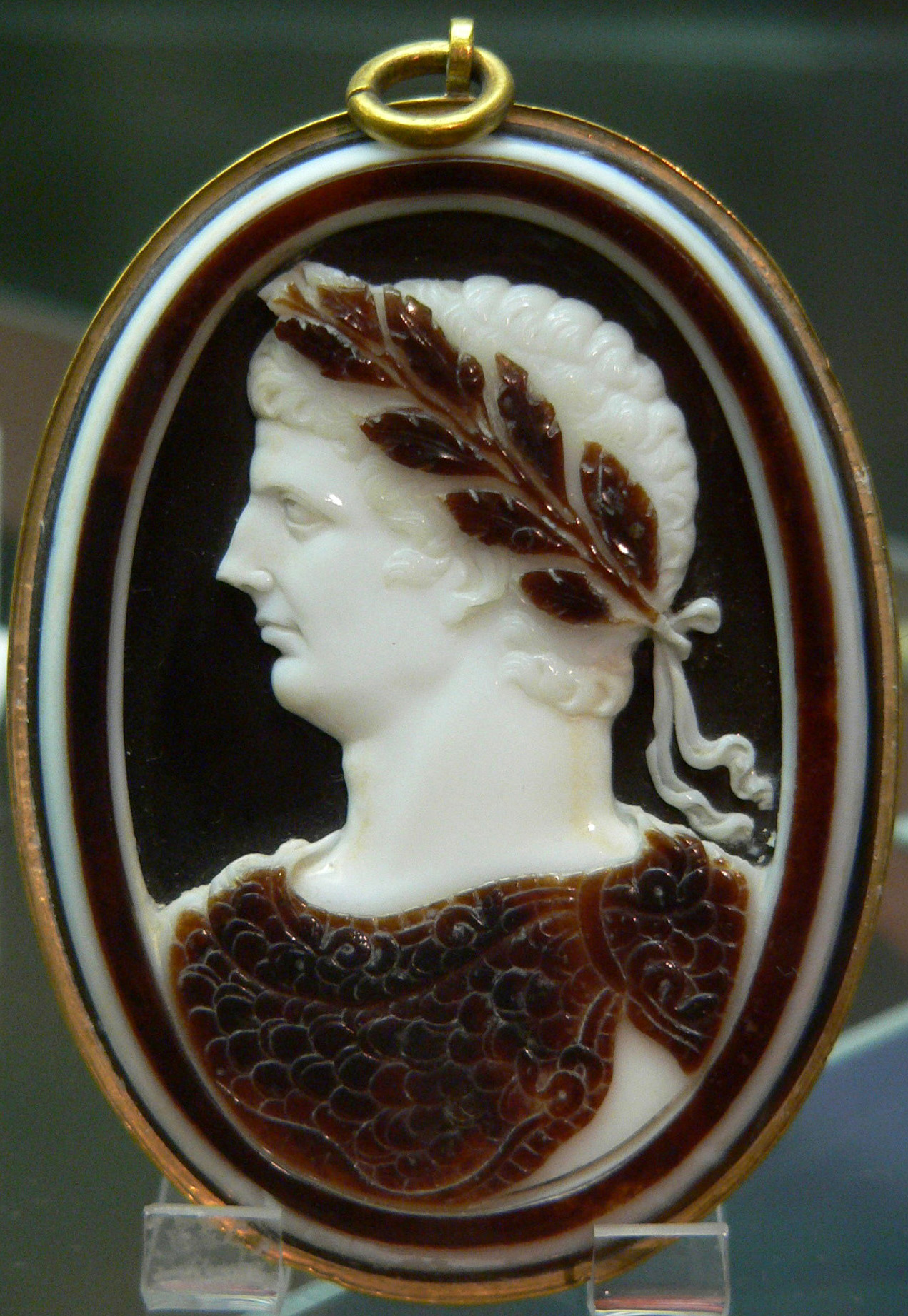
Cammeo dell'imperatore Claudio

## Ascendenza
|                        |                       |                             | Genitori            |  |  | Nonni |  |  | Bisnonni             |  |  | Trisnonni |  |
|                        |                       |                             |                     |  |  |       |  |  | Druso Claudio Nerone |  |  | …         |  |
|                        |                       |                             |                     |  |  |       |  |  | Druso Claudio Nerone |  |  | …         |  |
|                        |                       | …                           |                     |  |  |       |  |  | Druso Claudio Nerone |  |  |           |  |
| Tiberio Claudio Nerone |                       |                             |                     |  |  |       |  |  | Druso Claudio Nerone |  |  |           |  |
|                        |                       | …                           | …                   |  |  |       |  |  |                      |  |  |           |  |
|                        |                       | …                           | …                   |  |  |       |  |  |                      |  |  |           |  |
|                        |                       | …                           | …                   |  |  |       |  |  |                      |  |  |           |  |
| Druso maggiore         |                       | …                           |                     |  |  |       |  |  |                      |  |  |           |  |
|                        |                       | Marco Livio Druso Claudiano | …                   |  |  |       |  |  |                      |  |  |           |  |
|                        |                       | Marco Livio Druso Claudiano | …                   |  |  |       |  |  |                      |  |  |           |  |
|                        |                       | Marco Livio Druso Claudiano | …                   |  |  |       |  |  |                      |  |  |           |  |
| Livia Drusilla         |                       | Marco Livio Druso Claudiano |                     |  |  |       |  |  |                      |  |  |           |  |
|                        |                       | Alfidia                     | …                   |  |  |       |  |  |                      |  |  |           |  |
|                        |                       | Alfidia                     | …                   |  |  |       |  |  |                      |  |  |           |  |
|                        |                       | Alfidia                     | …                   |  |  |       |  |  |                      |  |  |           |  |
| Claudio                |                       | Alfidia                     |                     |  |  |       |  |  |                      |  |  |           |  |
|                        | Marco Antonio Cretico | Marco Antonio Oratore       |                     |  |  |       |  |  |                      |  |  |           |  |
|                        | Marco Antonio Cretico | Marco Antonio Oratore       |                     |  |  |       |  |  |                      |  |  |           |  |
|                        | Marco Antonio Cretico | …                           |                     |  |  |       |  |  |                      |  |  |           |  |
| Marco Antonio          | Marco Antonio Cretico |                             |                     |  |  |       |  |  |                      |  |  |           |  |
|                        |                       | Giulia                      | Lucio Giulio Cesare |  |  |       |  |  |                      |  |  |           |  |
|                        |                       | Giulia                      | Lucio Giulio Cesare |  |  |       |  |  |                      |  |  |           |  |
|                        |                       | Giulia                      | Fulvia              |  |  |       |  |  |                      |  |  |           |  |
| Antonia minore         |                       | Giulia                      |                     |  |  |       |  |  |                      |  |  |           |  |
|                        |                       | Gaio Ottavio                | …                   |  |  |       |  |  |                      |  |  |           |  |
|                        |                       | Gaio Ottavio                | …                   |  |  |       |  |  |                      |  |  |           |  |
|                        |                       | Gaio Ottavio                | …                   |  |  |       |  |  |                      |  |  |           |  |
| Ottavia minore         |                       | Gaio Ottavio                |                     |  |  |       |  |  |                      |  |  |           |  |
|                        |                       | Azia maggiore               | Marco Azio Balbo    |  |  |       |  |  |                      |  |  |           |  |
|                        |                       | Azia maggiore               | Marco Azio Balbo    |  |  |       |  |  |                      |  |  |           |  |
|                        |                       | Azia maggiore               | Giulia minore       |  |  |       |  |  |                      |  |  |           |  |
|                        |                       | Azia maggiore               |                     |  |  |       |  |  |                      |  |  |           |  |

### Esplicative
1. ↑  In qualità di cittadino privato, Claudio è attestato di norma dal regno di Augusto sino alla propria ascesa al potere come Tiberio Claudio Nerone Germanico. Svetonio ci informa che Claudio assunse il cognomen di Germanico quando il fratello fu adottato, ma non è chiaro se quest'affermazione si riferisca proprio a Germanicus, che dunque il solo Germanico avrebbe ereditato alla morte del padre Druso, o piuttosto al cognomen Nerone, che Germanico possedeva prima dell'adozione e che si sarebbe sostituito a quello Druso che Claudio portava dalla nascita, per evitare l'estinzione dei Claudii Nerones, implicando dunque che sia Germanico, sia Claudio stesso avessero ereditato Germanicus da Druso maggiore.(Svetonio, Claudio, 2; Levick 2015, p. 13; Malloch 2020, p. 149, con bibliografia; CIL V, 6416).
2. ↑  Poiché Claudio trascorse gran parte della sua vita adulta nell'ordine equestre, questo lo scelse più volte come patrono, e sviluppò una certa devozione nei suoi confronti. Il cavaliere Gaio Norbano Quadrato, attivo nel decennio precedente l'ascesa al potere di Claudio, dispose per testamento di far erigere un monumento al futuro imperatore (Levick 2015, p. 29; CIL III, 381).
3. ↑  Nel Senatus Consultum de Cn. Pisone patre, Claudio è indicato fra i familiari di Germanico, associato ai suoi figli maschi, elogiato per aver saputo tenere a freno il proprio dolore (Levick 2015, p. 23).
4. ↑  Nel 24, il fratello di Urgulanilla, Plauzio Silvano, fu accusato di aver ucciso sua moglie Apronia, e si tolse la vita prima di essere processato; poiché Svetonio asserisce che Claudio divorziò da Urgulanilla poiché sospettata di omicidio, è possibile che anche la donna fosse stata coinvolta nello scandalo del fratello (Tacito, Annales, IV, 22; Levick 2015, pp. 27-28)
5. ↑  Forse Trebellio Massimo intervenne perché legato a Claudio tramite la figura di Lucio Vitellio (Buongiorno 2017, p. 36).
6. ↑  La Britannia era considerata una terra al di là dell'Oceanum: dunque la sua conquista equivaleva, simbolicamente, a un dominio sul mare. Questo valore simbolico, già sfruttato da Cesare e da Caligola, venne utilizzato anche da Claudio, e ribadito numerose volte durante il suo principato (Roncaglia 2019, pp. 68-69; Malloch 2020, pp. 131-132).
7. ↑  Si è molto speculato sulle tappe di Claudio sulla via del ritorno, spesso postulando anche una sosta in Germania o presso il municipio di Tridentum, che lo mettesse a confronto diretto con il padre Druso, che si era distinto per grandi imprese militari, un confronto facilitato dal fatto che nei pressi di Ravenna correva la via Claudia Augusta iniziata sotto Augusto proprio per opera di Druso (Levick 2015, pp. 168-169; Buongiorno 2017, p. 75; Roncaglia 2019, pp. 63-64).
8. ↑  Molti fra coloro che avevano accompagnato Claudio in Britannia nel 43 furono messi a morte ed eliminati negli anni seguenti, segno che Claudio probabilmente aveva scelto di portare con sé sull'isola personaggi che aveva identificato anche come potenziali rivali per il potere, e che dunque era imprudente lasciare a Roma (Levick 2015, p. 168; Buongiorno 2017, p. 93).
9. ↑  Nell'opera storica che Claudio scrisse quando era giovane il futuro imperatore aveva comunque affermato che Augusto aveva tenuto i ludi secolari nella data corretta (Svetonio, Claudio, 21).

### Riferimenti
1. ↑  CIL VI, 562
2. ↑  AE 1997, 915
3. ↑  CIL 2-7 715
4. ↑  CIL II, 4718
5. ↑  CIL III, 13330
6. ↑  CIL III, 6024
7. ↑  CIL III, 7251
8. ↑  AE 1985, 993
9. ↑  CIL III, 476
10. ↑  CIL XVI, 1
11. 1 2  B. Levick, Claudius, p. 77-78
12. ↑  RIC I 73 (Claudius);  von Kaenel type 13; Lyon 25 (Claudius); RSC 6; BMCRE 107 (Claudius); cf. BN 7-8 (Claudius, Aureus).
13. ↑  Svetonio, Claudio, 1-2.
14. ↑  Svetonio, Claudio, 1; Levick 2015, p. 11.
15. ↑  Levick 2015, p. 11.
16. ↑  Cassio Dione, LX, 2.1-2.
17. ↑  Fasolini 2006, pp. 41-44; Osgood 2011, p. 9; Levick 2015, pp. 14 e 22 n. 8; Buongiorno 2017, p. 14.
18. 1 2  Svetonio, Claudio, 2.
19. ↑  Svetonio, Claudio, 4.
20. ↑  Svetonio, Claudio, 2 e 4; Buongiorno 2017, p. 14.
21. ↑  Svetonio, Claudio, 3; Hurley 2001, pp. 71-72.
22. ↑  Svetonio, Claudio, 3; ma vedi Buongiorno 2017, p. 16.
23. ↑  Svetonio, Claudio, 3; cfr. Levick 2015, p. 27.
24. ↑  Svetonio, Claudio, 4; Levick 2015, p. 17.
25. ↑  Svetonio, Claudio, 2; Cassio Dione, LV.27.3; Presicce & Spagnuolo 2019, p. 27 n. 4.
26. 1 2  Svetonio, Claudio, 4.
27. ↑  Hurlet 1997, pp. 541-549; Gibson 2012, pp. 42-43.
28. ↑  Svetonio, Claudio, 26; Hurlet 1997, pp. 546-549; Fasolini 2006, pp. 34-36; Levick 2015, p. 17.
29. ↑  Svetonio, Claudio, 27.
30. ↑  Svetonio, Claudio, 4; CIL III, 381.
31. 1 2  Svetonio, Claudio, 6.
32. ↑  Tacito, Annales, I, 54; messo in risalto da Hurlet 1997, p. 549.
33. ↑  Svetonio, Claudio, 5.
34. ↑  Buongiorno 2017, p. 21.
35. ↑  Tacito, Annales, XII, 49;Svetonio, Claudio, 5; Hurley 2001, p. 83.
36. ↑  Tacito, Annales, III, 2; Levick 2015, pp. 24-25.
37. ↑  Tacito, Annales, III, 12-18.
38. ↑  Tacito, Annales, III, 18.
39. ↑  Hurlet 1997, pp. 550-551; Rose 1997, pp. 108-110; Fasolini 2006, pp. 36-37.
40. ↑  Svetonio, Claudio, 6; Hurley 2001, p. 85; Buongiorno 2017, p. 179 n. 44.
41. ↑  Tacito, Annales, III, 29; Svetonio, Claudio, 27.
42. ↑  Svetonio, Claudio, 26-27; Levick 2015, p. 28.
43. ↑  Svetonio, Claudio, 6 e 26; Buongiorno 2017, p. 24.
44. ↑  Tacito, Annales, VI, 46; Levick 2015, p. 24.
45. ↑  Svetonio, Claudio, 6.
46. ↑  Svetonio, Claudio, 7; Levick 2015, pp. 28-29.
47. ↑  Cassio Dione, LIX, 6-7; Buongiorno 2017, p. 27.
48. 1 2  Svetonio, Claudio, 8.
49. ↑  Hurlet 1997, pp. 556-557.
50. ↑  Svetonio, Claudio, 26; Levick 2015, p. 29; Buongiorno 2017, p. 29.
51. ↑  Svetonio, Claudio, 27; Levick 2015, p. 61.
52. ↑  Svetonio, Claudio, 7.
53. ↑  Svetonio, Gaio, 26; Buongiorno 2017, p. 28.
54. ↑  Svetonio, Claudio, 9; Cassio Dione, LIX, 23.2; Svetonio arriva a sostenere che, secondo alcuni, l'imperatore fece gettare Claudio, vestito com'era, nel Reno, ma a questo dato non prestano fede i critici moderni (Barrett 2015, p. 178; Levick 2015, p. 30; Buongiorno 2017, p. 28).
55. ↑  Barrett 2015, p. 178; AE 1980, 638.
56. ↑  Svetonio, Claudio, 9; Flavio Giuseppe, XIX, 13; Levick 2015, p. 31;Buongiorno 2017, p. 28.
57. ↑  Presicce & Spagnuolo 2019, p. 92.
58. ↑  Flavio Giuseppe, XIX, 64-66; Levick 2015, p. 31.
59. ↑  Flavio Giuseppe, XIX, 102.
60. ↑  Flavio Giuseppe, XIX, 166 e 211-228; Svetonio, Claudio, 10; Cassio Dione, LX, 1.2-3; si tratta di due tradizioni contrastanti sul ruolo di Claudio nella cospirazione (Buongiorno 2017, pp. 36-37).
61. ↑  Svetonio, Gaio, 60; non nella Curia Iulia, dove le riunioni si tenevano di solito (Levick 2015, p. 34).
62. ↑  Flavio Giuseppe, XIX, 185.
63. ↑  Flavio Giuseppe, XIX, 236-245; l'intervento di Erode Agrippa è registrato solo da una fonte, Flavio Giuseppe, che intende enfatizzare il suo ruolo provvidenziale nella vicenda Buongiorno 2017, p. 38.
64. ↑  Flavio Giuseppe, XIX, 245-246.
65. ↑  Flavio Giuseppe, XIX, 246; Svetonio, Claudio, 10; per il ruolo dei pretoriani nell'ascesa di Claudio, vedi Gibson 2012, pp. 107-132 e Presicce & Spagnuolo 2019, pp. 36-38.
66. ↑  RIC I 7; von Kaenel Type 2, 28 (V14/R19) = Lyon 5, 3a (D13/R12) = CNR XIV 76; Calicó 359a; BMCRE 5; BN 23; Biaggi 205
67. ↑  Osgood 2011, p. 34; Gibson 2012, pp. 118-122.
68. ↑  Flavio Giuseppe, XIX, 247-249.
69. ↑  Flavio Giuseppe, XIX, 250-253; Svetonio, Galba, 7; Buongiorno 2017, p. 36.
70. ↑  Flavio Giuseppe, XIX, 253-262; Svetonio, Claudio, 10-11; Cassio Dione, LX, 1.4.
71. ↑  Cassio Dione, LX, 1.4; Buongiorno 2017, pp. 41-43.
72. ↑  Flavio Giuseppe, XIX, 268-273; Svetonio, Claudio, 11; Cassio Dione, LX, 3; Levick 2015, p. 43.
73. ↑  Cassio Dione, LX, 3.2-3.
74. ↑  Levick 2015, p. 39.
75. ↑  Levick 2015, pp. 39-43; Buongiorno 2017, pp. 33-34.
76. ↑  Rose 1997, p. 98; Presicce & Spagnuolo 2019, p. 47.
77. ↑  Svetonio, De vita Caesarum, Claudius, 1.
78. ↑  Osgood 2011, pp. 29-32; Levick 2015, pp. 48-50.
79. ↑  Osgood 2011, p. 32.
80. ↑  Svetonio, Claudio, 11; Cassio Dione, LX, 4.5; Barrett 2015, pp. 275-276.
81. ↑  Svetonio, Claudio, 10; Osgood 2011, pp. 33-37.
82. ↑  Svetonio, Claudio, 11; Rose 1997, p. 40; Osgood 2011, pp. 56-58.
83. ↑  Cassio Dione, LX, 5.3.
84. ↑  Svetonio, Claudio, 11; Levick 2015, p. 51.
85. ↑  Cassio Dione, LX, 6.8; Osgood 2011, p. 32.
86. ↑  Svetonio, Claudio, 11.
87. ↑  Buongiorno 2017, p. 67.
88. ↑  Svetonio, Claudio, 13; Cassio Dione, LX, 15.1-3.
89. ↑  Cassio Dione, LX, 15.4-6.
90. ↑  Cassio Dione, LX, 15.6-16.2; Buongiorno 2017, p. 67.
91. ↑  Cassio Dione, LX, 16.2; Buongiorno 2017, p. 68.
92. ↑  Presicce & Spagnuolo 2019, p. 155.
93. ↑  Svetonio, Claudio, 26, che — sbagliando — dice che Britannico nacque durante il secondo consolato del padre (Hurley 2001, p. 191); Levick 2015, p. 63.
94. ↑  Svetonio, Claudio, 26.
95. ↑  Svetonio, Claudio, 29; Cassio Dione, LX, 8.5.
96. ↑  Cassio Dione, LX, 18.3-4; Svetonio, Claudio, 29; Catonio Giusto era stato legato in passato a Druso minore, il padre di Giulia, e pertanto la sua disgrazia potrebbe essere connessa a quella della nipote dell'imperatore (Levick 2015, p. 64).
97. ↑  Svetonio, Claudio, 29; Cassio Dione, LX, 14.2-3; Levick 2015, p. 64.
98. ↑  Svetonio, Claudio, 29; Cassio Dione, LX, 14.4.
99. ↑  Osgood 2011, pp. 42-44.
100. ↑  Osgood 2011, p. 87.
101. ↑  Cassio Dione, LX, 19.1.
102. ↑  Svetonio, Claudio, 17; Cassio Dione, LX, 21.2; per la composizione del séguito di Claudio, vedi Buongiorno 2017, pp. 76-77.
103. ↑  Svetonio, Claudio, 17.
104. ↑  Cassio Dione, LX, 21.4.
105. ↑  Svetonio, Claudio, 17; Cassio Dione, LX, 21.4-22.1; Cavalieri Manasse 1992, passim; Roncaglia 2019, passim.
106. ↑  Presicce & Spagnuolo 2019, p. 134.
107. ↑  Svetonio, Claudio, 17; Roncaglia 2019, p. 68.
108. ↑  Svetonio, Claudio, 17; poiché fonti epigrafiche confermano il titolo di comes per diversi personaggi del séguito dell'imperatore, è possibile che il titolo avesse assunto una valenza formale (Buongiorno 2017, p. 77; CIL V, 5050).
109. ↑  Cassio Dione, LX, 23.1; Osgood 2011, p. 92.
110. ↑  Svetonio, Claudio, 21; Cassio Dione, LX, 23.4-5; Roncaglia 2019, p. 68.
111. ↑  Cassio Dione, LX, 22.1-2.
112. ↑  Osgood 2011, pp. 101-102.
113. ↑  Cassio Dione, LX, 27.4.
114. ↑  Svetonio, Claudio, 13; Cassio Dione, LX, 27.4.
115. ↑  Svetonio, Claudio, 29.
116. ↑  Tacito, Annales, XI, 1; Presicce & Spagnuolo 2019, pp. 106-107.
117. ↑  Tacito, Annales, XI, 2-4.
118. ↑  Osgood 2011, pp. 147-150.
119. ↑  Osgood 2011, pp. 52-55; Presicce & Spagnuolo 2019, p. 49.
120. ↑  Tacito, Annales, XI, 11; Svetonio, Claudio, 21; Presicce & Spagnuolo 2019, p. 118.
121. ↑  Osgood 2011, pp. 153-154; Presicce & Spagnuolo 2019, p. 118.
122. ↑  Svetonio, Claudio, 16; l'incarico forse durò da aprile del 47 fino all'estate del 48 (cfr. Buongiorno 2017, p. 100).
123. ↑  Svetonio, Claudio, 16; Cassio Dione, LXI, 29; Buongiorno 2017, p. 100; Malloch 2020, p. 26.
124. ↑  Osgood 2011, pp. 159-160.
125. ↑  CIL X, 1401; Osgood 2011, p. 155; Buongiorno 2017, pp. 104-105.
126. ↑  Tacito, Annales XI, 37-38
127. ↑  Francesca Cenerini, Dive e donne. Mogli, madri, figlie e sorelle degli imperatori, da Augusto a Commodo, 2009, p. 59-65
128. ↑  Beger, Thes. Pal. 295 = Beger, Thes. Br. II 620; M. Pinder, Königliche Museen. Die antiken Münzen (1851) 154 f. Nr. 754 (dieses Stück); RIC I² Nr. 82 (Rom, 51-54 n. Chr.); BNat II Nr. 85-88 (Lyon, ab 50 n. Chr.); H.-M. von Kaenel, Münzprägung und Münzbildnis des Claudius. AMuGS IX (1986) 100-102 Nr. 1061-1110 Münztyp 51 (Rom, 51 n. Chr.).
129. ↑  MEDICINA: 'DIVO CLAUDIO' UCCISO DA FUNGHI E MALATTIA MUSCOLARE
130. ↑  
«Tra le piante che è rischioso mangiare, mi sembra giusto mettere anche i boleti: essi costituiscono innegabilmente un alimento squisito, ma li ha posti sotto accusa un fatto enorme nella sua esemplarità: l'avvelenamento, compiuto per loro tramite, dell'imperatore Tiberio Claudio da parte della moglie Agrippina, che con tale atto diede al mondo, e innanzitutto a se stessa, un altro veleno, il proprio figlio Nerone.»
(Plinio, Naturalis Historia, XXII, 46-47, trad. A. Cotrozzi)
131. ↑  
«Agli umili amici vengono serviti funghi dall'aspetto dubbio, e al signore invece un boleto, ma di quelli che Claudio mangiò prima di quell'ultimo che gli offrì la moglie, dopo di cui non mangiò più nulla.»
(Giovenale, Saturae, V, 146-148. Traduzione di Biagio Santorelli per edizione Mondadori)
132. ↑  Tacito, Annales, XII, 64
133. ↑  Svetonio, Claudio, XLIV.
134. ↑  Tacito, Annali, 12, 66-68
135. ↑  Newton Classici.
136. ↑  Seneca, Apokolokyntosis, IV, 2
137. ↑  Tacito, Annales, XII, 68
138. ↑   Rm 16,11, su La Parola - La Sacra Bibbia in italiano in Internet.
139. ↑  La critica biblica è invece quasi unanime a datare il Vangelo secondo Marco a dopo l'anno 70.
140. ↑  Roman Imperial Coinage, Claudius, I, 122.
141. ↑  Svetonio, Claudio, XXX.
142. ↑  Seneca Apokolokyntosis 5, 6.
143. 1 2  Svetonio, Claudio, VIII.
144. ↑  Burden, George. The Imperial Gene Archiviato l'11 giugno 2001 in Internet Archive., The Medical Post, 16 luglio 1996.
145. ↑   Ali Murad, A Neurological Mystery from History: The Case of Claudius Caesar, in Journal of the History of the Neurosciences, vol. 19, n. 3, 2010,  pp. 221-7, DOI:10.1080/09647040902872775, ISSN 0964-704X (WC · ACNP), PMID 20628951.
146. ↑  Caligula and Nero victims of lead poisoning?
147. ↑  Mirko Dražen Grmek, Danielle Gourevitch, Le malattie nell'arte antica, p.49
148. ↑  Antonio Spinosa, Tiberio, l'imperatore che non amava Roma, Milano, Mondadori, 1991, p. 213
149. ↑  Svetonio, Claudio, XXXII.
150. ↑  Svetonio, Claudio, XXXIV.
151. ↑   La lettera di Claudio agli Alessandrini e la questione giudaica (PDF), su papirologia.unipr.it. URL consultato il 28 luglio 2018 (archiviato dall'url originale il 28 luglio 2018).
152. ↑  The Oxford Companion to Classical Literature, 1937 p.107
153. ↑  Svetonio, Claudio XLI